# FFH-Gebiet Wald-, Moor- und Heidelandschaft der Fröruper Berge und Umgebung
Das FFH-Gebiet Wald-, Moor- und Heidelandschaft der Fröruper Berge und Umgebung ist ein NATURA-2000-Schutzgebiet im deutschen Bundesland Schleswig-Holstein im Kreis Schleswig-Flensburg in den Gemeinden Oeversee, Großsolt, Havetoft und Sieverstedt. Es besteht aus zwei räumlich getrennten Gebieten; dem größeren Gebiet um die Fröruper Berge und dem wesentlich kleineren Gebiet Holmingfeld. Beide Gebiete liegen 940 m auseinander. Das FFH-Gebiet hat eine Fläche von 940 ha und seine größte Ausdehnung von 6,5 km in nordwestlicher Richtung. Die Nordgrenze bildet der Heidweg in der Gemeinde Oeversee, unmittelbar an der Treene gelegen. Im Westen ist es die Landesstraße L 317, die ehemalige Bundesstraße B 76. Im Süden liegt die Grenze des größeren Gebietes nördlich der L 193 Großsolter Straße im Ortsteil Süderschmedeby. Im Osten bildet der Ostrand des Großsolter Moores die Grenze. Das Holmingfeld liegt in der Gemeinde Havetoft östlich der Holmingfelder Straße und hat seine größte Ausdehnung von 1,5 km in nordwestlicher Richtung. Die beiden größten Erhebungen im FFH-Gebiet mit jeweils 54,4 m liegen im Norden im Wald bei Augaardholz und im Zentrum des Forstes östlich von Frörupholz. Der tiefste Punkt mit 19 m liegt im Feuchtgebiet der Ihlseestrom-Niederung zwischen der L 317 und der Straße Frörupholz. Das Holmingfeld steigt von 29 m im Norden bis auf 34 m am Südrand auf. Die Fröruper Berge sind eine Landschaft, die von Endmoränen der letzten drei Eiszeiten geformt wurde. Sie liegen am Westrand des Naturraums Schleswig-Holsteinisches Hügelland. Die Fröruper Berge sind ein historischer Waldstandort, während das Holmingfeld um 1858 noch Heidelandschaft war, siehe Bild 1.

## FFH-Gebietsgeschichte und Naturschutzumgebung

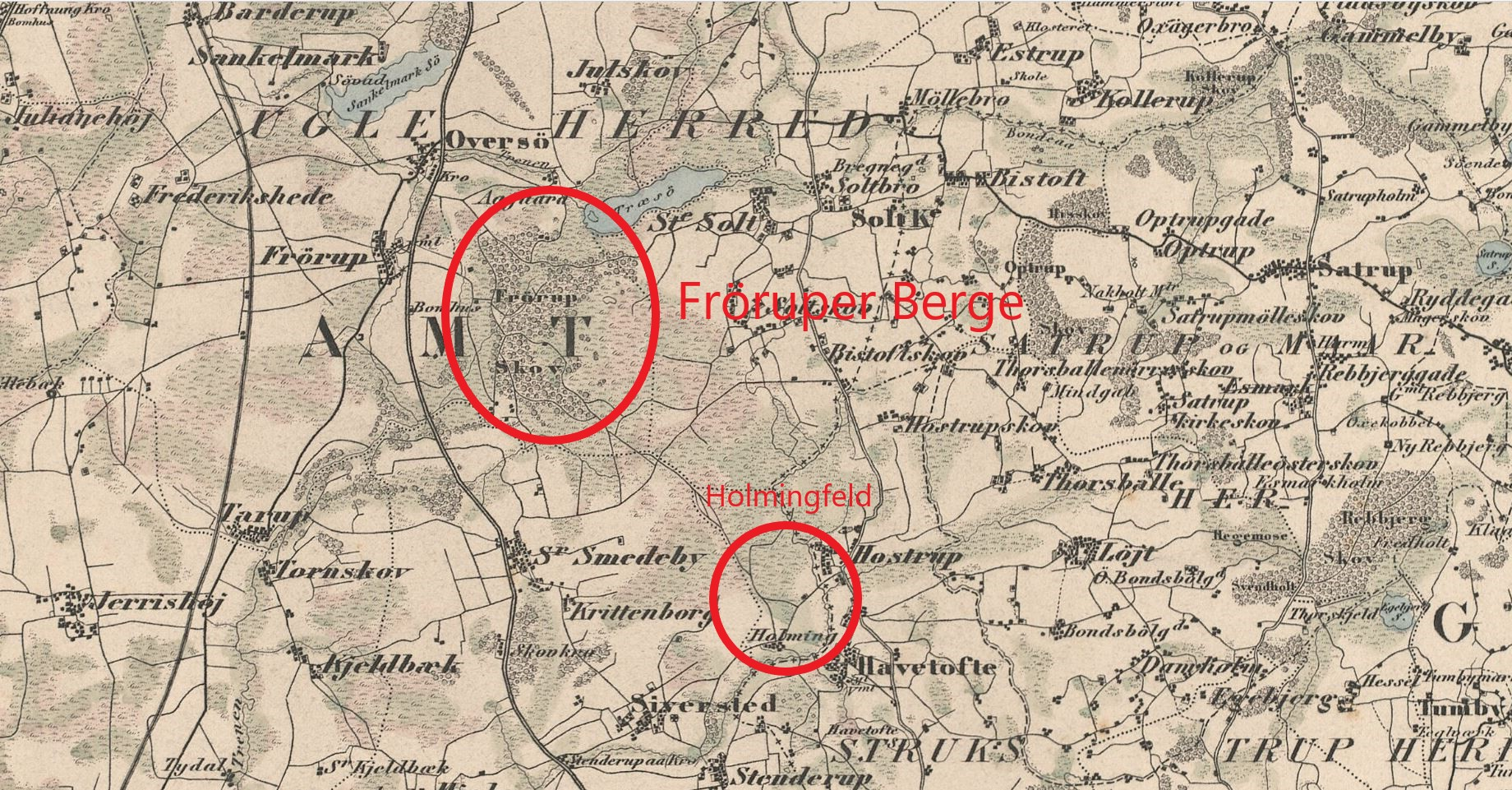
Bild 1: Ausschnitt aus dän. Generalstabskarte 1858

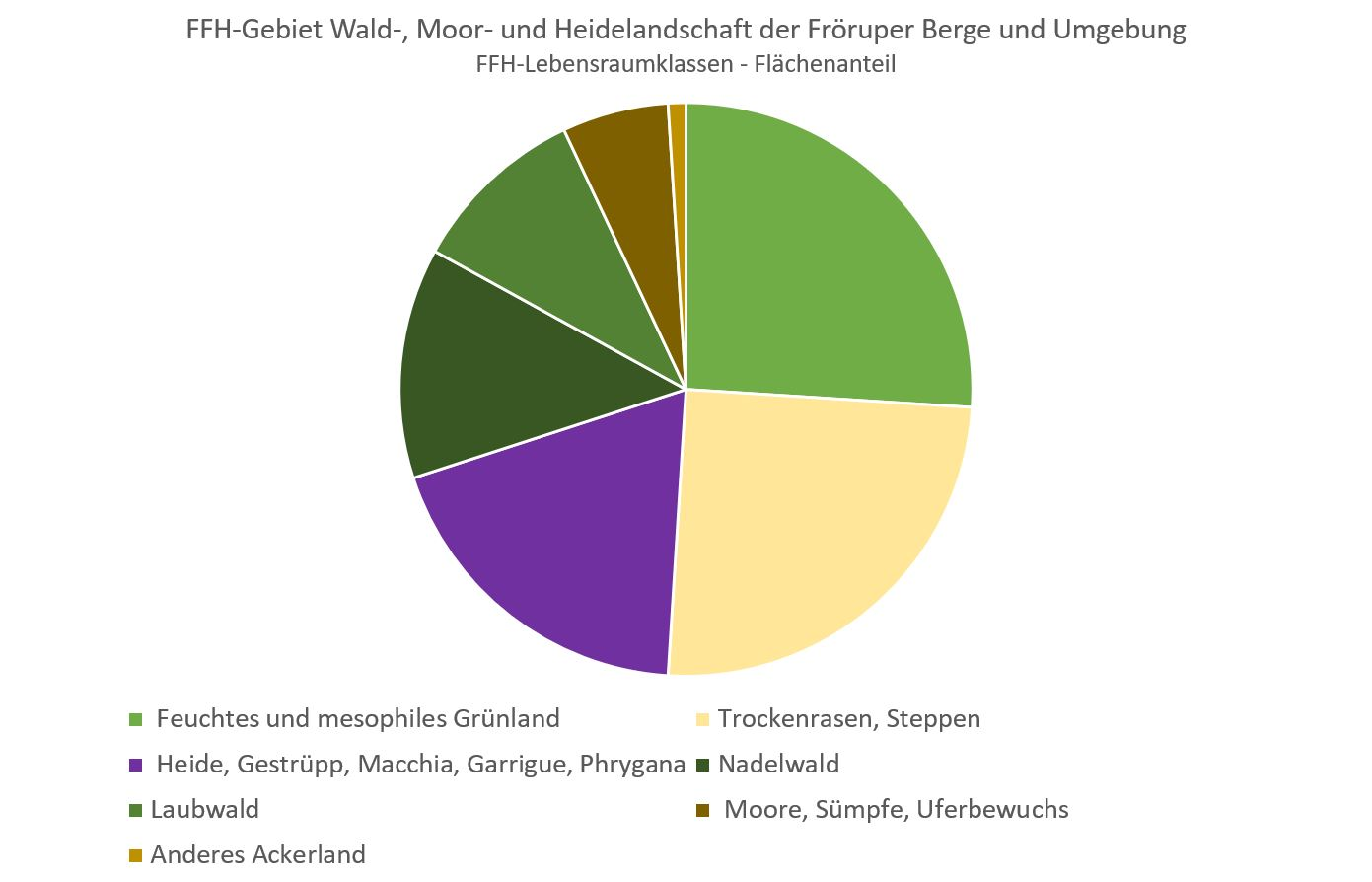
Grafik 1: FFH-Lebensraumklassen

Das Waldgebiet der Fröruper Berge war zu Beginn des 19. Jahrhunderts von ausgedehnten Moor- und Heideflächen umgeben, die bis zum Ende des 20. Jahrhunderts immer mehr entwässert und in intensiv bewirtschaftete Weide- und Ackerflächen umgewandelt wurden, um die wachsende Bevölkerungszahl mit ausreichend Nahrungsmitteln versorgen zu können. Mittlerweile wird diese Entwicklung aus ökologischer Sicht und in Zeiten des Klimawandels kritisch betrachtet. So werden Moore heute als wirkungsvolle CO2-Speicher angesehen, wieder vernässt und in ihrer Entwicklung gefördert. Immer mehr Flächen werden der intensiven Nutzung entzogen und in extensiv genutzte Weideflächen oder Brachland überführt. Vor der Ausweisung des Gebietes zum NATURA-2000-Schutzgebiet wurde in den 90er Jahren des vorigen Jahrhunderts für diese Region das „Naturschutzgroßprojekt Obere Treenelandschaft“ ins Leben gerufen. Es umfasste eine Fläche von 6950 ha und war damit siebenmal so groß wie das jetzige FFH-Gebiet. In diesem Projekt wurden bereits Methoden und Zielsetzungen, wie sie für ein NATURA 2000-Gebiet heute EU-weit üblich sind, angewendet. Deshalb gibt es für das Gebiet der Fröruper Berge mit Stand August 2020 noch keinen Managementplan nach EU-Standard. Es gilt immer noch der Pflege- und Entwicklungsplan aus dem Jahre 2006. Das FFH-Gebiet 1322-392 „Wald-, Moor- und Heidelandschaft der Fröruper Berge und Umgebung“ ist durch die Zusammenlegung der FFH-Gebiete 1322-303 „Fröruper Berge“ und 1323-381 „Holmingfeld“ entstanden. Es ist Teil des am 23. Juni 2015 per Landesverordnung eingerichteten Naturschutzgebietes „Obere Treenelandschaft“. Der NATURA 2000-Standard-Datenbogen für das neue FFH-Gebiet wurde im Juni 2004 vom Landesamt für Landwirtschaft, Umwelt und ländliche Räume (LLUR) des Landes Schleswig-Holstein erstellt, im September 2004 als Gebiet von gemeinschaftlicher Bedeutung (GGB) vorgeschlagen, im November 2007 von der EU als GGB bestätigt und im Januar 2010 national nach § 32 Absatz 2 bis 4 BNatSchG in Verbindung mit § 23 LNatSchG als besonderes Erhaltungsgebiet (BEG) ausgewiesen. Mit der Gebietsbetreuung wurde vom Landesamt für Landwirtschaft, Umwelt und ländliche Räume des Landes Schleswig-Holstein der Naturschutzverein Obere Treenelandschaft e.V. beauftragt. Das FFH-Gebiet grenzt im Norden und Westen an das FFH-Gebiet Treene Winderatter See bis Friedrichstadt und Bollingstedter Au.

## Managementplan FFH-Teilgebiet „Fröruper Berge“
Für das FFH-Teilgebiet „Fröruper Berge“ ist mit Stand August 2020 kein Managementplan nach EU-Richtlinie aufgestellt worden. Es gilt der Pflege- und Entwicklungsplan zum Naturschutzgroßprojekt Obere Treenelandschaft. Darin ist der Begriff FFH-Lebensraumtyp (LRT) noch nicht gebräuchlich. Im Jahre 2016 wurden die FFH-Erhaltungsgegenstände und die FFH-Erhaltungsziele für das FFH-Gebiet „Wald-, Moor- und Heidelandschaft der Fröruper Berge und Umgebung“ per Amtsblatt öffentlich bekannt gemacht.

### FFH-Erhaltungsgegenstand
Die Angaben über die FFH-Erhaltungsgegenstände sind dem Standard-Datenbogen, Stand Mai 2017, für das Gesamtgebiet entnommen. Sie entsprechen den Angaben der amtlichen Bekanntmachung des Ministeriums für Energiewende, Landwirtschaft, Umwelt und ländliche Räume des Landes Schleswig-Holstein aus dem Jahre 2016.

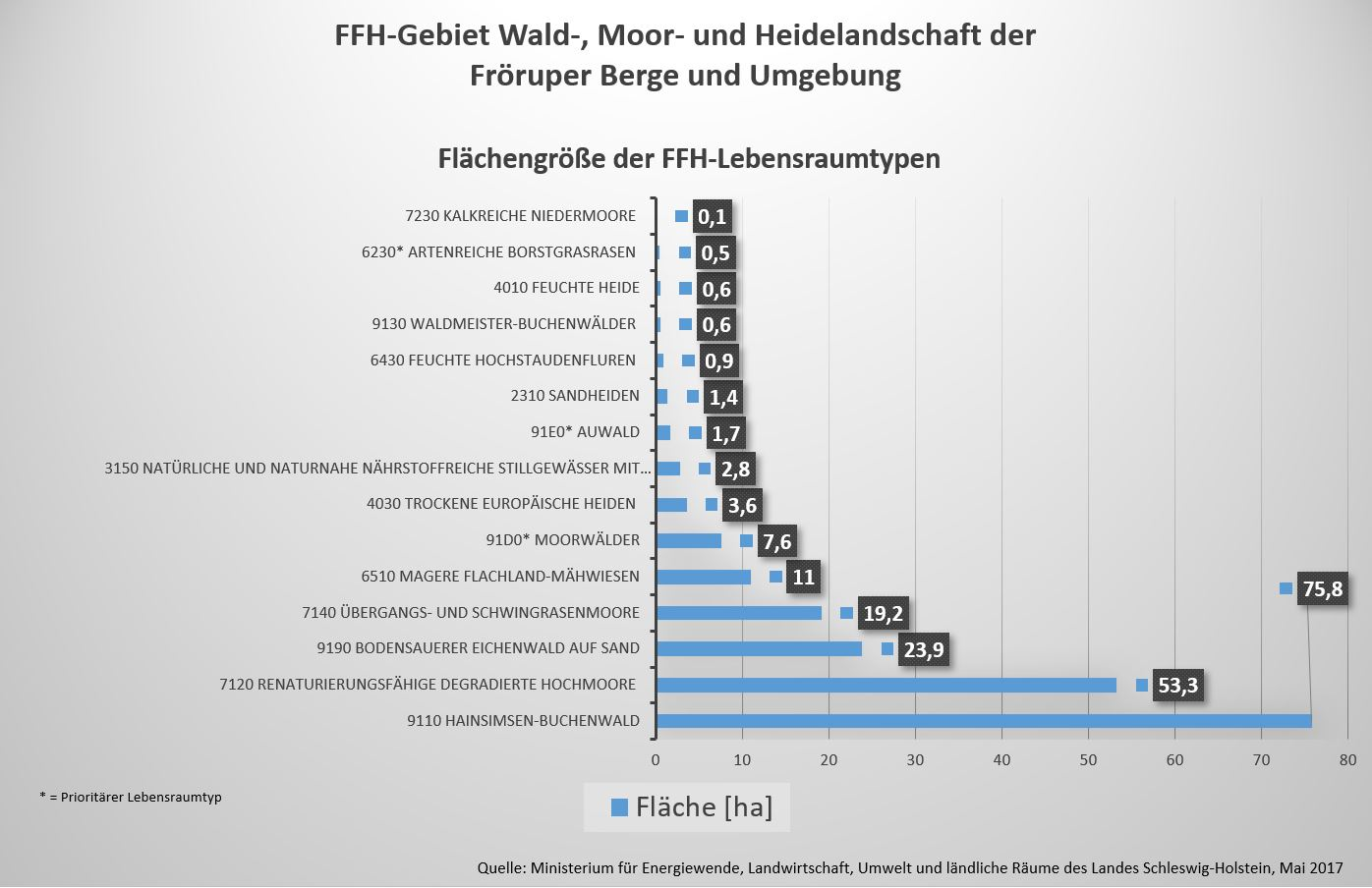
Grafik 2: FFH-Lebensraumtypen

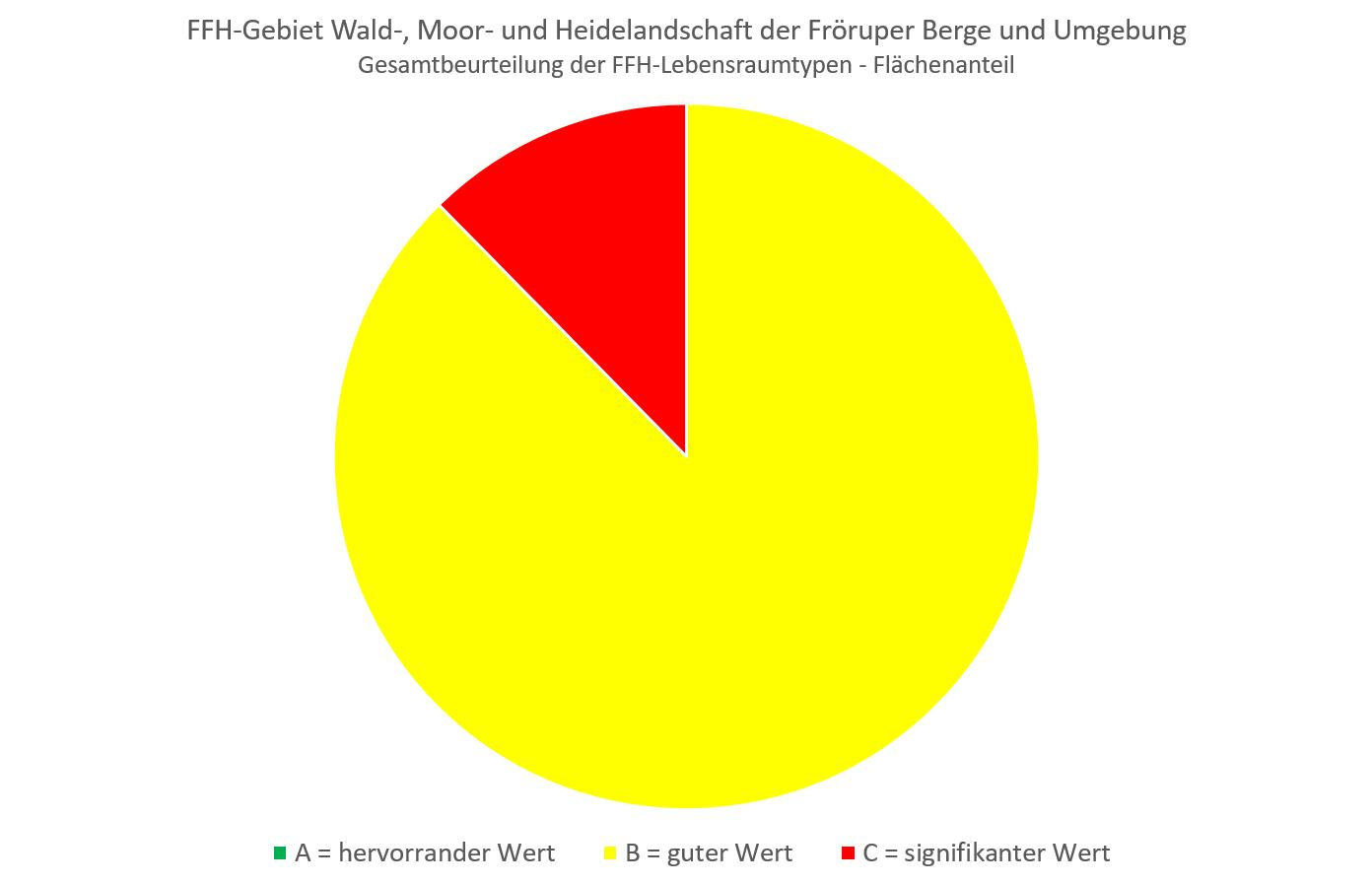
Grafik 3: Beurteilung der FFH-Lebensraumtypen

Für das Gesamtgebiet sind folgende FFH-Lebensraumtypen und Arten der Umweltbehörde der Europäischen Union gemeldet worden (Gebräuchliche Kurzbezeichnung (BfN)):
FFH-Lebensraumtypen nach Anhang I der EU-Richtlinie, siehe Grafik 2.
FFH-Arten nach Anhang II und/oder IV FFH-Richtlinie:
- 1166 Nördlicher Kammmolch

Daneben wurden unter „Weitere Arten und Biotope“ fünf Fledermausarten, eine Eidechsen- und eine weitere Froschart gemeldet:

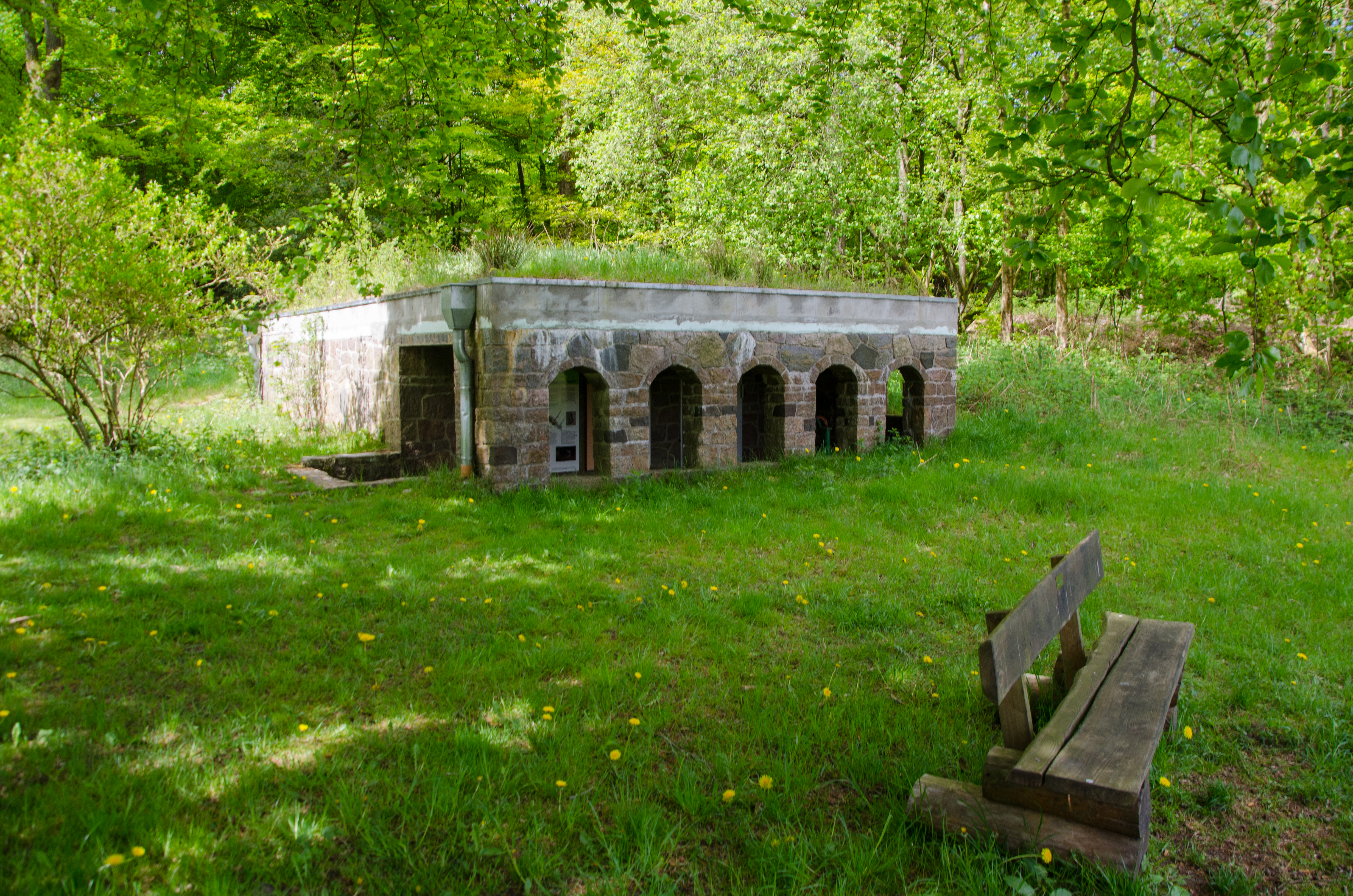
Bild 2: Fledermausbehausung im FFH-Gebiet

Breitflügelfledermaus, Zauneidechse, Fransenfledermaus, Großer Abendsegler, Rauhautfledermaus, Zwergfledermaus und Moorfrosch.
Für die Weiterentwicklung des Fledermausbestandes wurde im Südwesten des Fröruper Forstes von dem Naturschutzverein Obere Treenelandschaft in Zusammenarbeit mit der Kurt und Erika Schrobach-Stiftung ein verlassenes Wohngebäude zu einem Winterquartier für Fledermäuse umgebaut, siehe Bild 2. Das südlich davor liegende Biotop Nr. 325306058-457, ein Niedermoor mit offener Wasserfläche und einem Erlen-Bruchwald, ist ein geeignetes Jagdrevier für die Tiere.

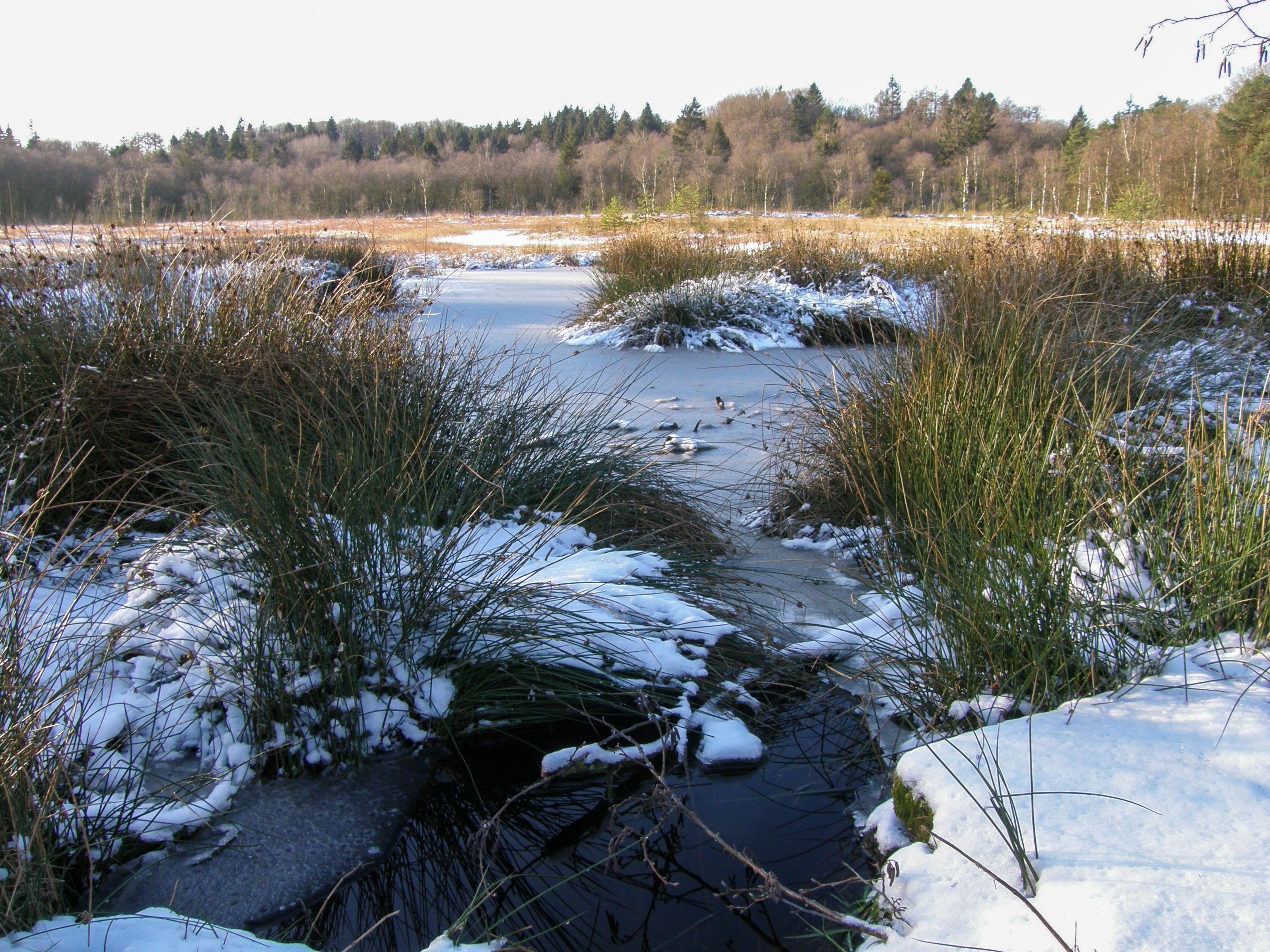
Bild 7: Butschimoor in den Fröruper Bergen

Den größten Anteil der Fläche nimmt der FFH-Lebensraumtyp 9110 Hainsimsen-Buchenwald ein. Er befindet sich vor allem in den hügeligen Bereichen im Zentrum des FFH-Gebietes. Der am zweit häufigsten vorkommende Lebensraumtyp ist die Nummer 7120 Renaturierungsfähige degradierte Hochmoore. Eines ist das Butschimoor im Zentrum der Fröruper Berge. An der Ostgrenze des FFH-Gebietes liegt das Großsolter Moor mit einer offenen Wasserfläche über den Torfstichen von fast 4 km² (SH-Biotop-Nr. 325306060-490).

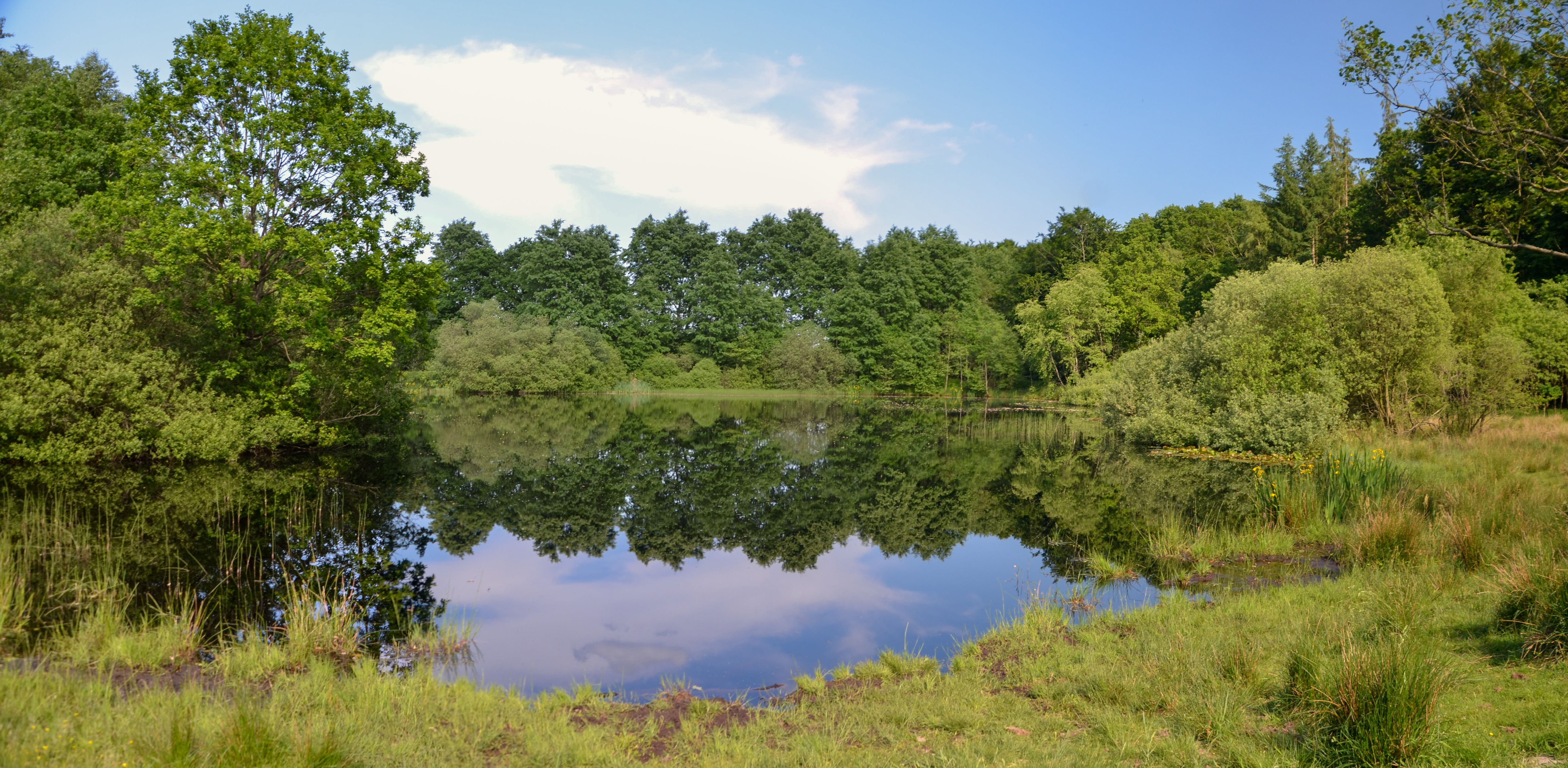
Bild 8: Künstliches Stillgewässer „Schmidts Wiese“

Im Nordosten befindet sich ein ca. 6000 m² großes künstliches Stillgewässer (SH-Biotop-Nr. 325286060 474), das an einer größeren Lichtung auf Veranlassung eines Mitarbeiters der Forstverwaltung angelegt wurde und deshalb nach ihm „Schmidts Wiese“ genannt wird. Da der Wasserstand alleine durch die Niederschläge bestimmt ist, ist bei Trockenperioden die Gefahr der Austrocknung und durch Ansammlung organischen Materials einer Verlandung gegeben. Auf dem See befindet sich im Sommer eine kleine Schwimmblattzone mit weißen Seerosen, siehe Bild 3. Der See bietet Libellen und Amphibien einen Lebensraum und mit etwas Glück kann man eine Ringelnatter über das Wasser gleiten sehen, siehe Bild 5.

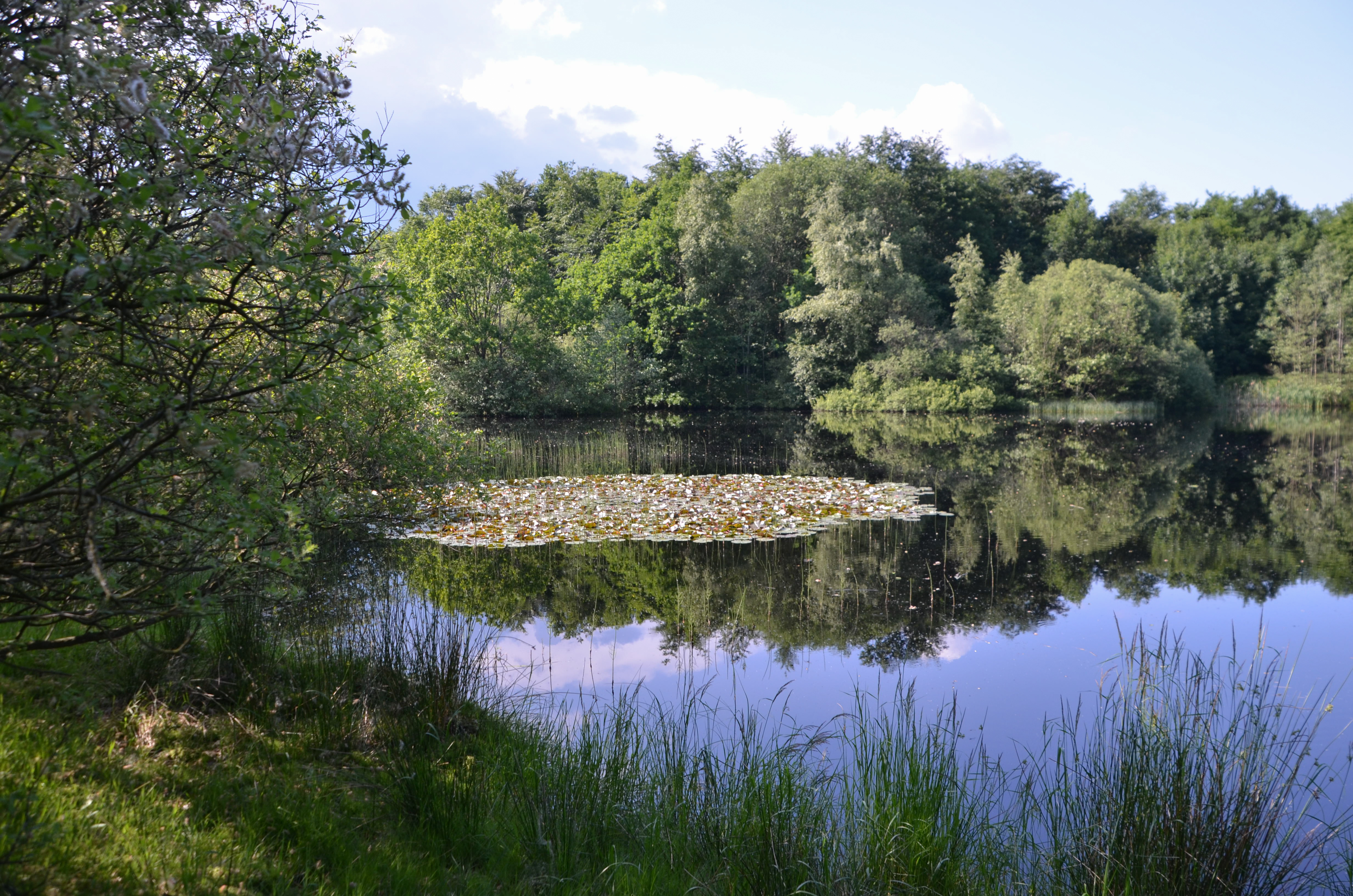
Bild 3: Teppich mit Weißer Seerose auf dem künstlichen Stillgewässer „Schmidts Wiese“
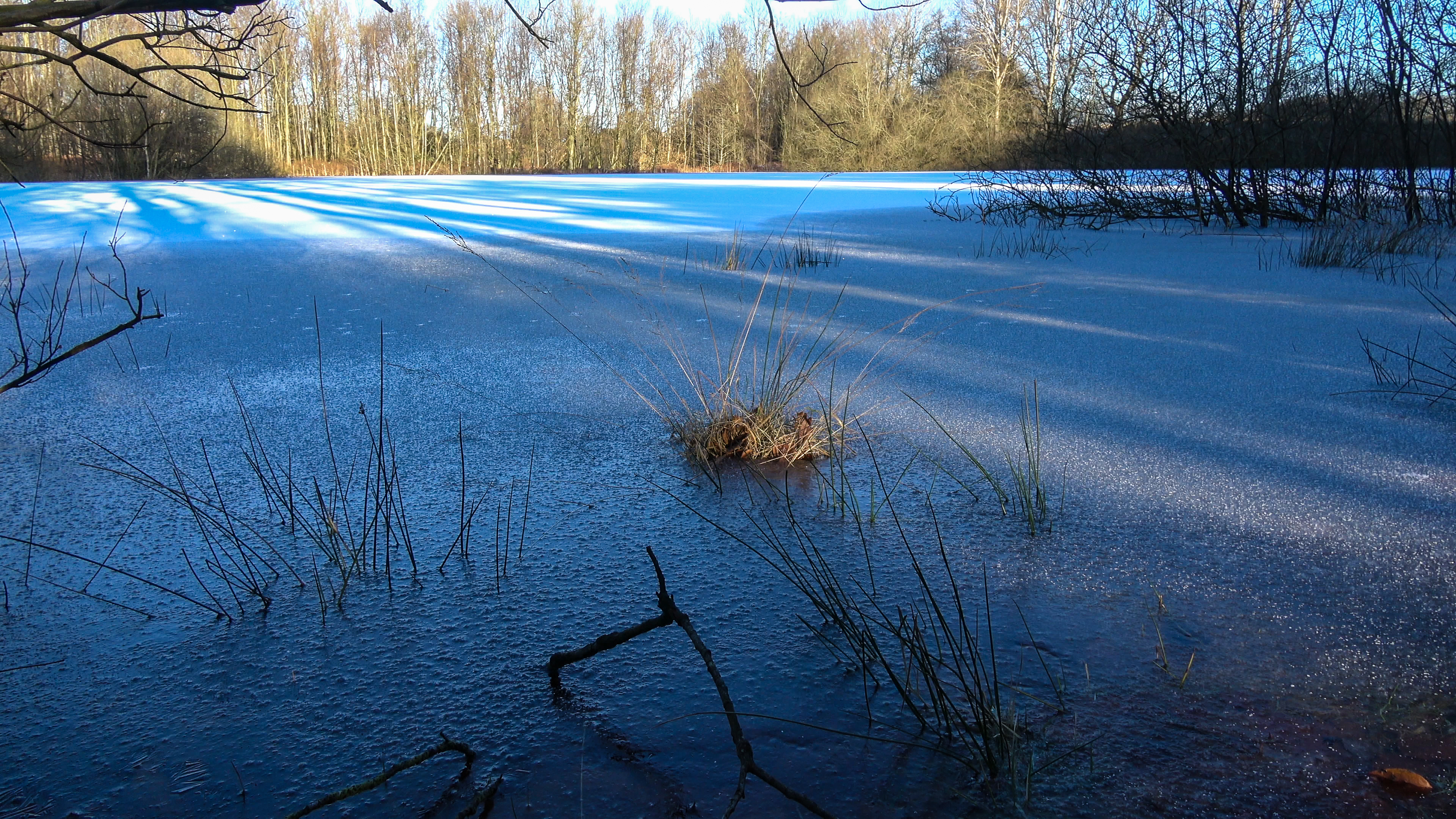
Bild 4: Künstliches Stillgewässer „Schmidts Wiese“ im Winter
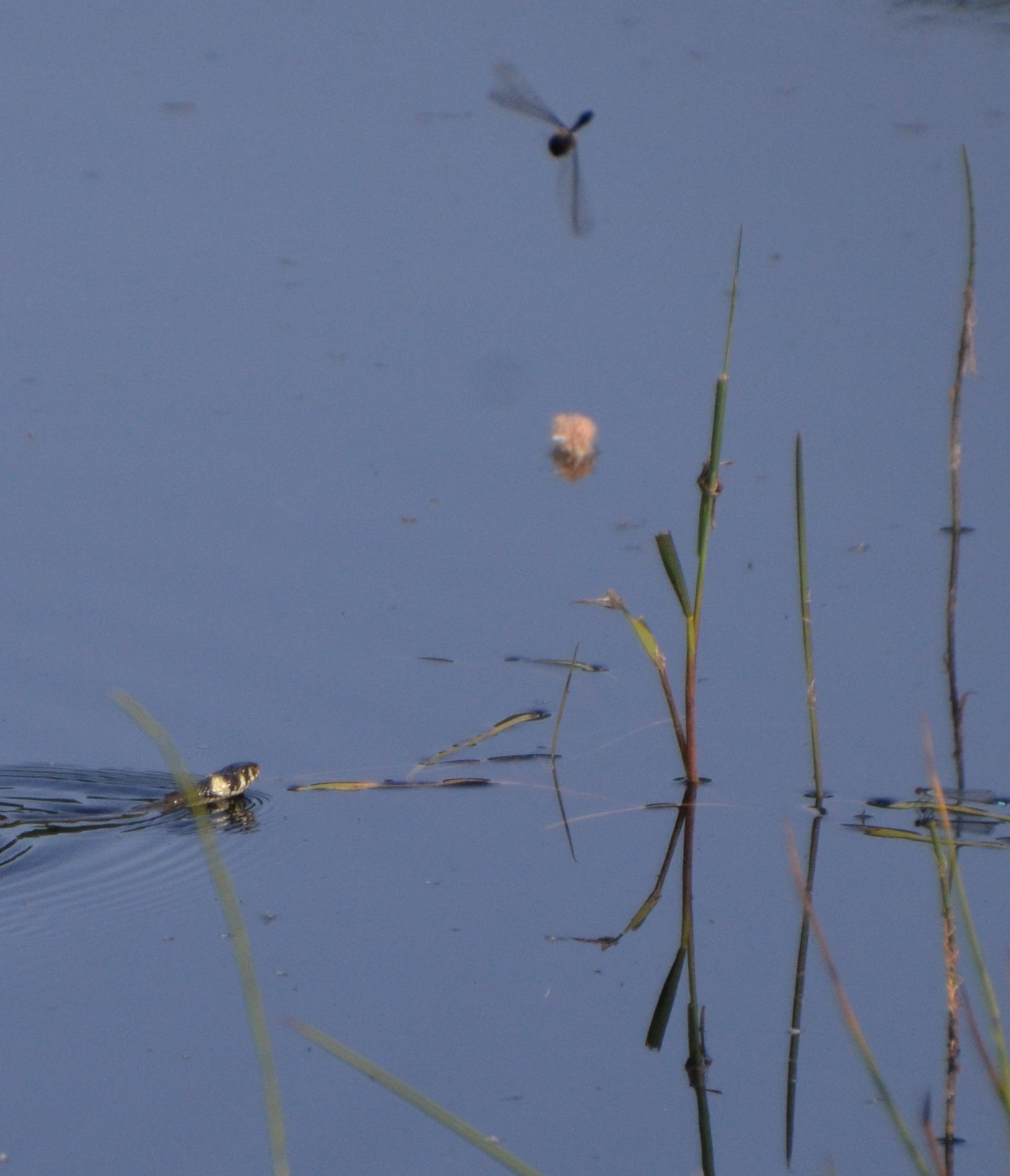
Bild 5: Libelle und Ringelnatter auf dem See „Schmidts Wiese“
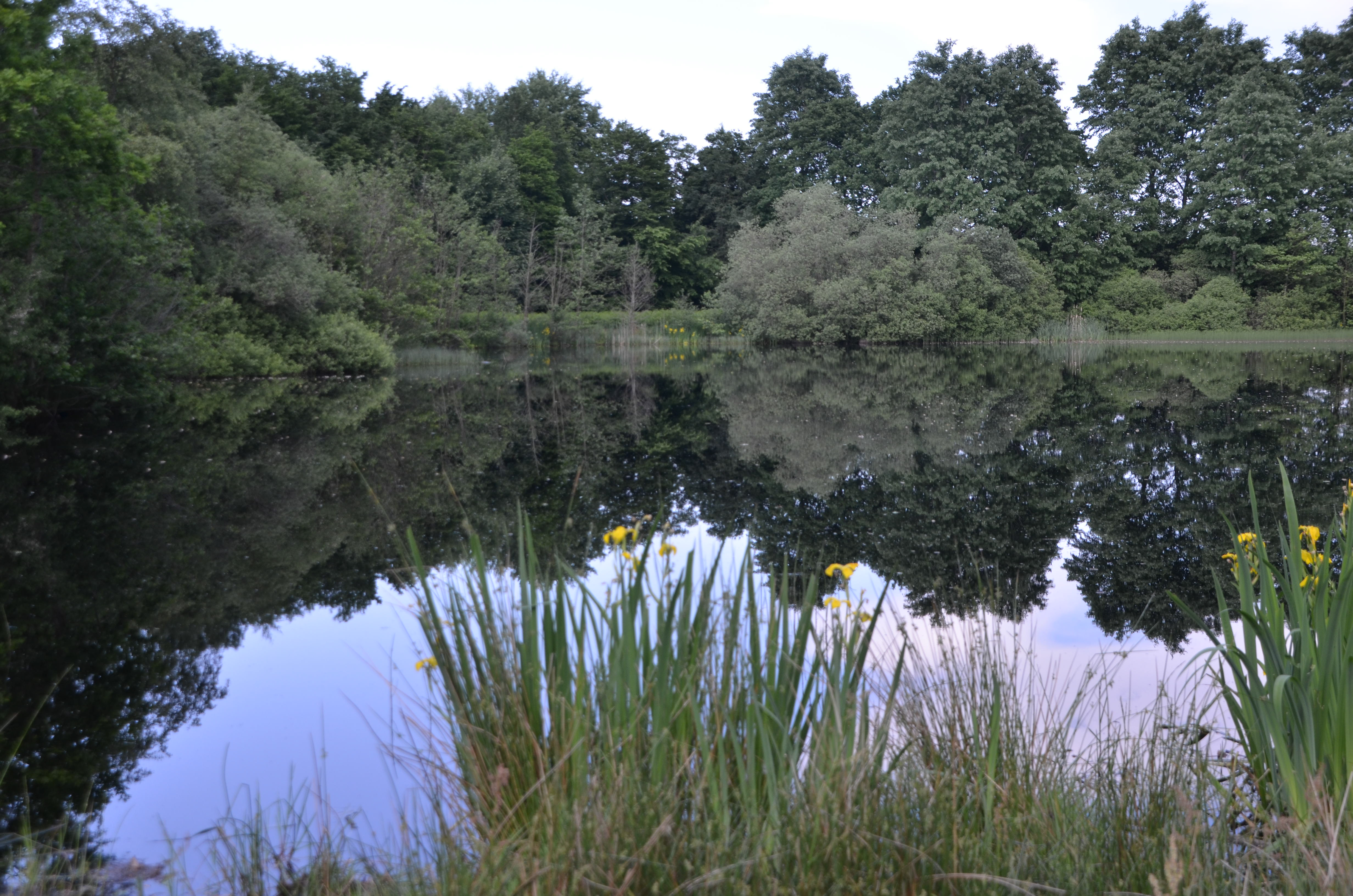
Bild 6: Sumpfbereich an „Schmidts Wiese“ mit Sumpf-Schwertlilie

### FFH-Erhaltungsziele
Alle FFH-Erhaltungsgegenstände sind auch als FFH-Erhaltungsziele übernommen worden. Die beiden FFH-Lebensraumtypen „9190 Alte bodensaure Eichenwälder auf Sandebenen mit Quercus robur“ und „91D0* Moorwälder“ sind auch als Wiederherstellungsziele definiert worden.

### Analyse und Bewertung
Im Pflege- und Entwicklungsplan zum Naturschutzgroßprojekt Obere Treenelandschaft wird eingehend auf die Randbedingungen, wie Eigentumsverhältnisse, Klima und abiotische sowie biotische Umweltfaktoren eingegangen und einer Gesamtbewertung unterzogen, indem für jeden Aspekt Bewertungspunkte von 2 bis 5 (2 = geringwertig, 3 = mittelwertig, 4 = hochwertig und 5 = sehr hochwertig) vergeben werden. Daraus werden dann Leitbilder und Entwicklungsziele formuliert.

### Leitbilder und Entwicklungsziele
Die Leitbilder und Entwicklungsziele im Pflege- und Entwicklungsplan entsprechen in etwa in der NATURA-2000-Terminologie den FFH-Entwicklungszielen. Für die zehn Landschaftsräume sind insgesamt 154 Leitbilder und Entwicklungsziele genannt worden. Dies bedeutet zum Beispiel für die Wälder langfristig ein Ersatz der Nadelbäume durch gebietstypische Laubbäume, die dem zu erwartenden Klimawandel gewappnet sind. Die Erhöhung des Naturwaldbestandes zur Steigerung der Artenvielfalt und der natürlichen Entwicklung der Wälder. Als Unterstützung ist eine Verbesserung des Wasserhaushaltes der Wälder durch Verhinderung des Abflusses von Niederschlagswasser erforderlich. Auf der Geest ist eine Rückbesinnung auf die Vorteile der früher weit verbreiteten Knicklandschaft zum Schutz vor Winderosion und Erhöhung der Artenvielfalt erforderlich. Neuanlage von Kleinbiotopen und extensiv genutzte Randstreifen zu den Wäldern, Mooren und Heiden auf den landwirtschaftlich genutzten Flächen. Renaturierung der begradigten Gewässer im FFH-Gebiet, um das Wasserrückhaltevermögen und die Artenvielfalt in den Gewässern und den Uferzonen zu erhöhen.
Die Fröruper Berge sind für die Bewohner der nur wenige Kilometer entfernten Stadt Flensburg ein beliebtes Naherholungsgebiet. Das Gebiet ist durch zahlreiche ausgeschilderte Wanderwege touristisch erschlossen. Durch das Gebiet in der Ihlseestrom-Niederung führt ein überregional bedeutender Fernwanderweg, die Pilgerroute am Ochsenweg.

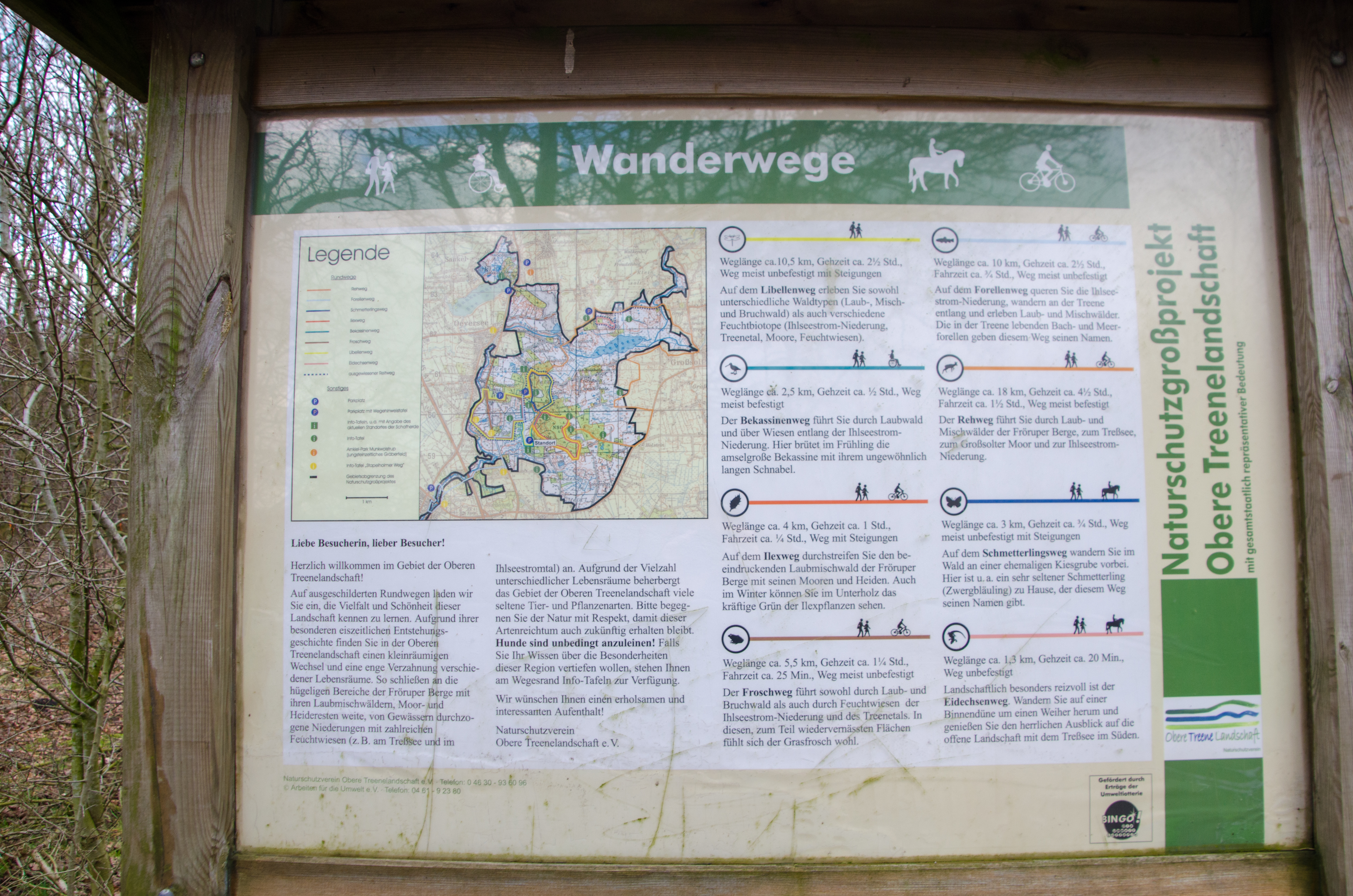
Bild 9: Rundwanderwegenetz im FFH- und Naturschutzgebiet
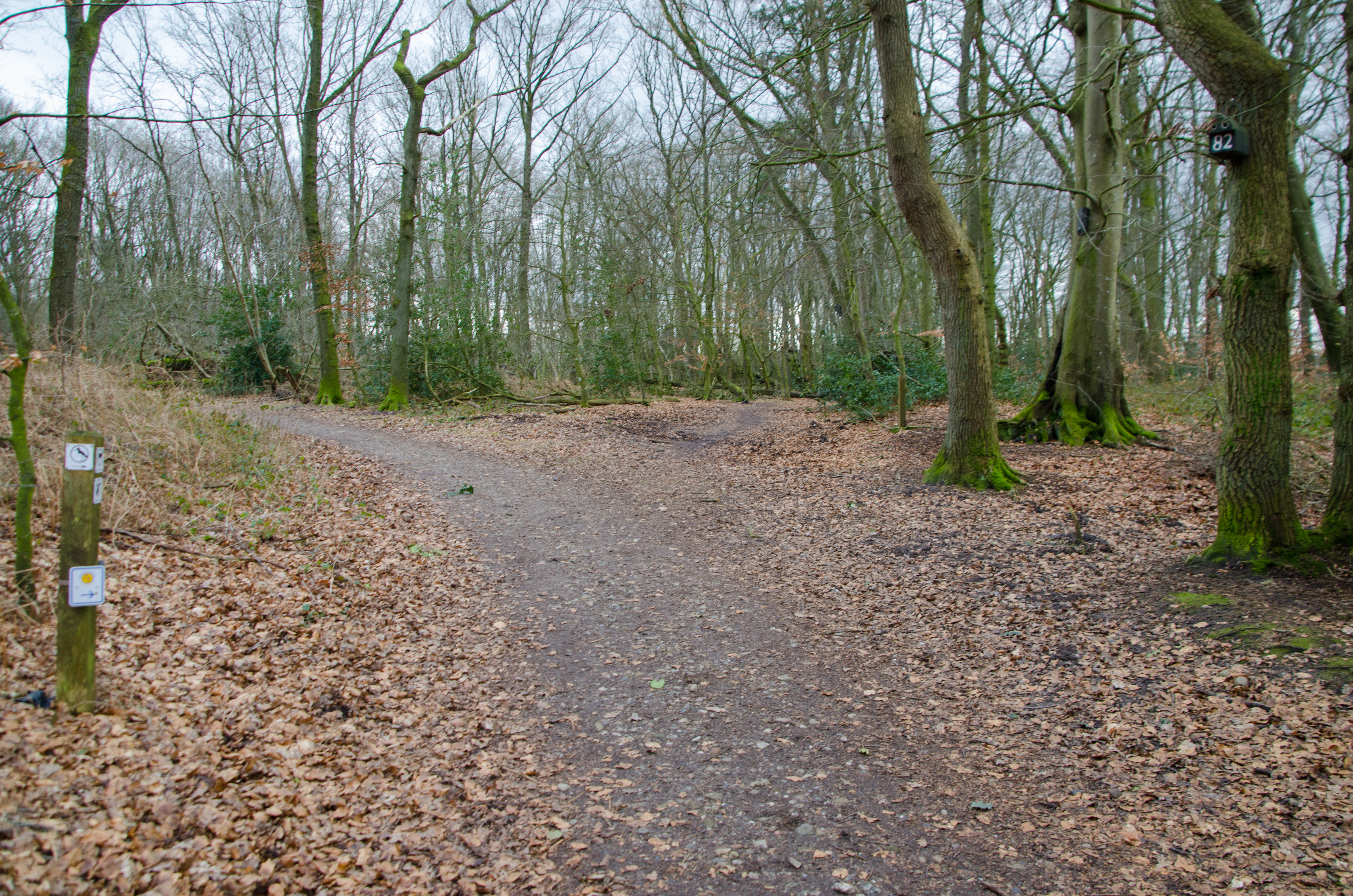
Bild 10: Rundwanderweg in den Fröruper Bergen
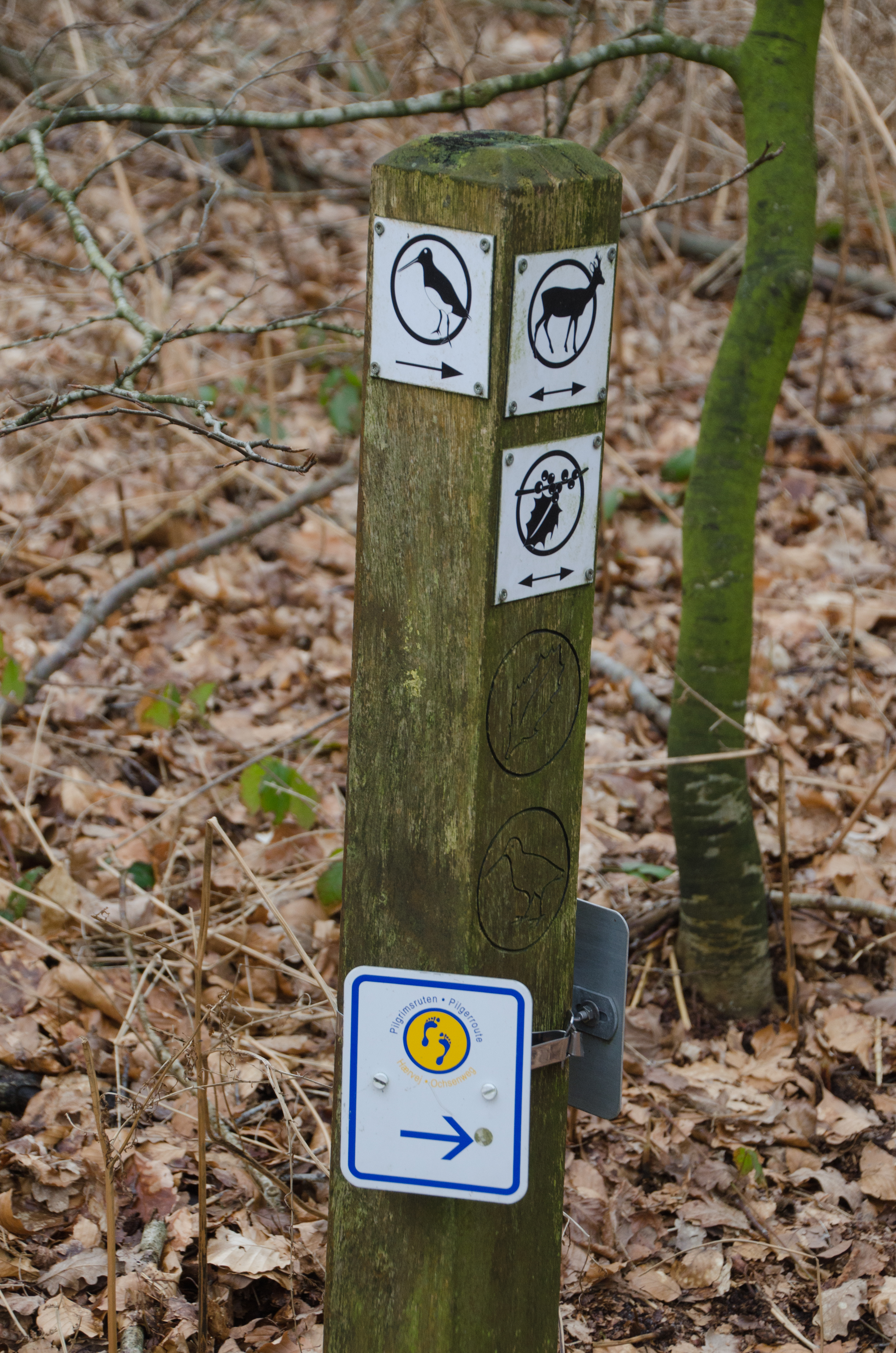
Bild 11: Wegweiser für lokale Rundwanderwege und den Fernwanderweg Pilgerroute
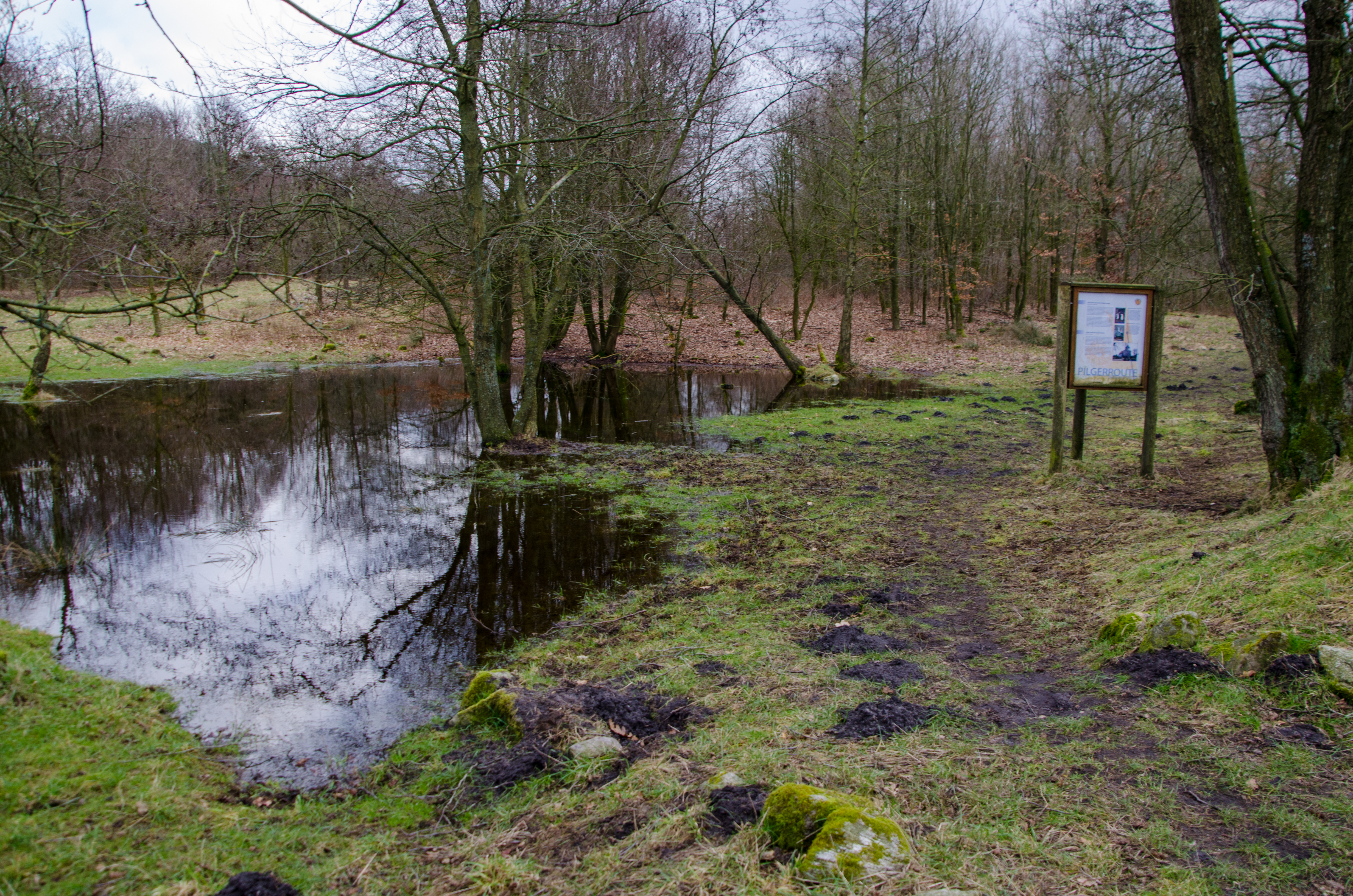
Bild 12: Fernwanderweg Pilgerroute im FFH- und Naturschutzgebiet
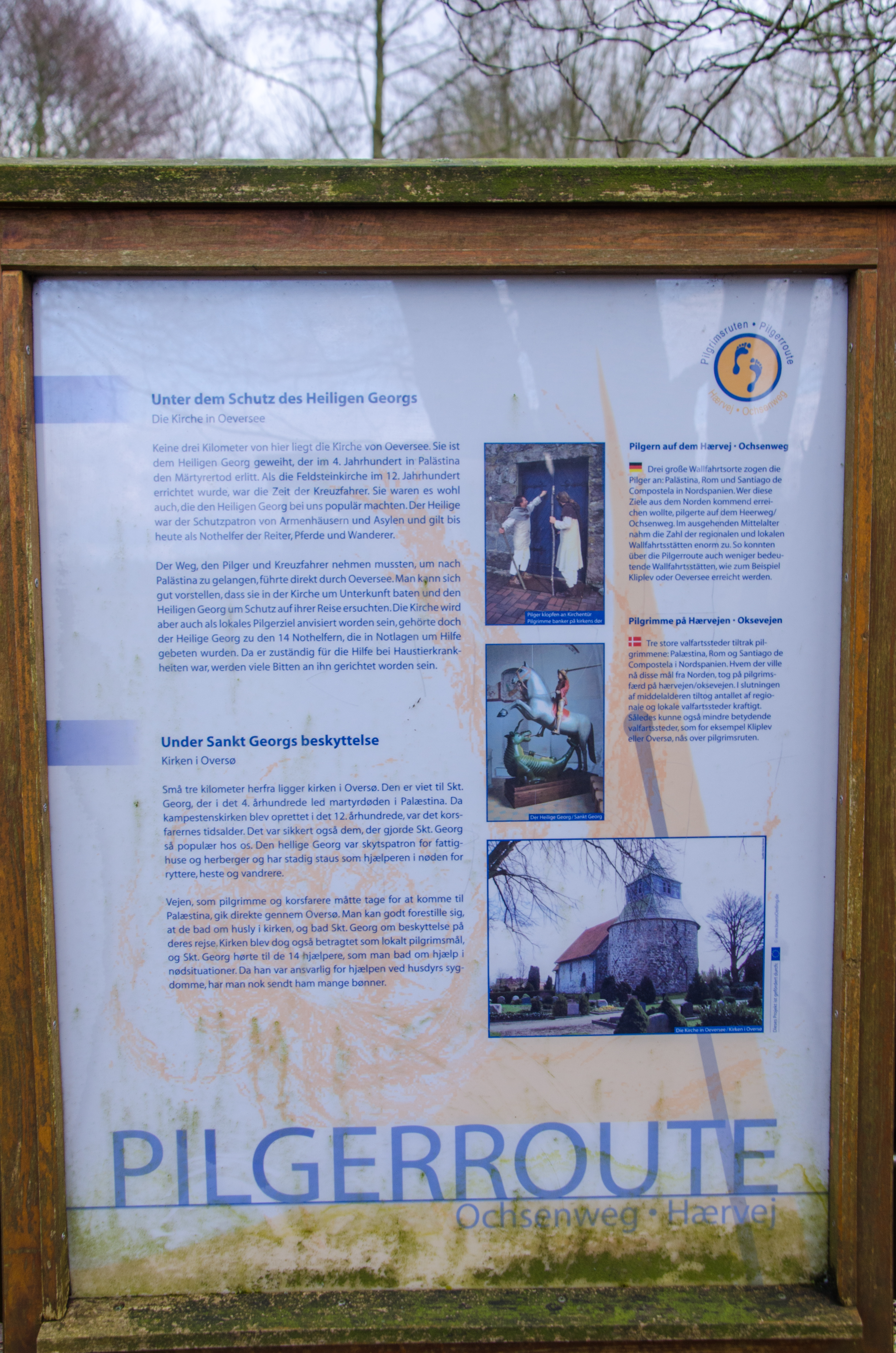
Bild 13: Hinweisschild der Pilgerroute im FFH- und Naturschutzgebiet

Im Rahmen des Naturschutzgroßprojektes Obere Treenelandschaft wurde die Ausweitung der extensiven Nutzung der Grünland- und Heideflächen gefördert. Sie werden von Robustrinderrassen ganzjährig beweidet, siehe Bilder 14 bis 15. Eine neu errichtete Schäferei Obere Treenelandschaft beweidet planmäßig mit einer Wanderschafherde im Naturschutzgebiet Obere Treenelandschaft die dafür ausgewiesenen Flächen. Eine Imkerei nutzt die ständig wachsende Artenvielfalt der Wiesen und Heideflächen.

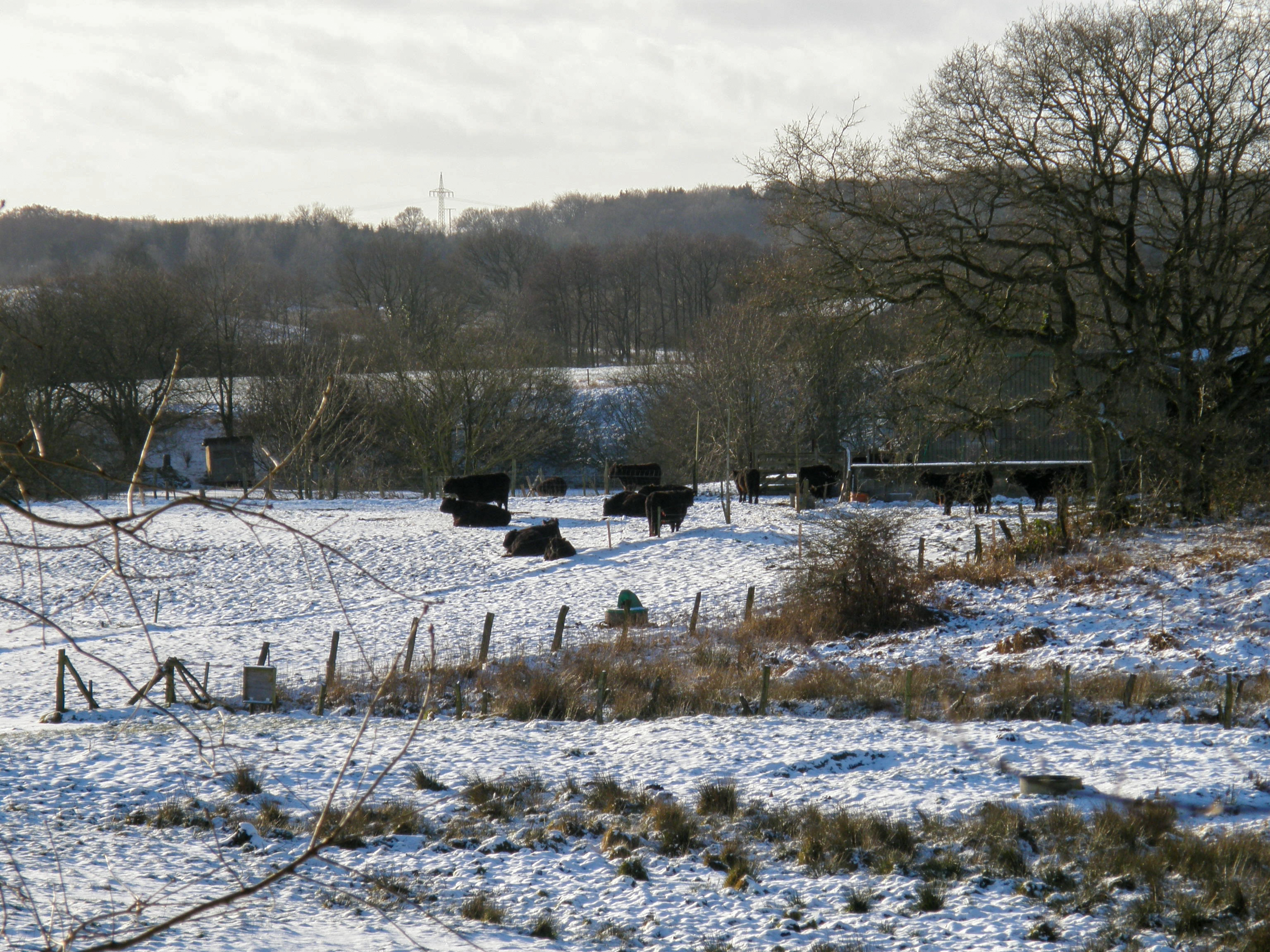
Bild 14: Robustrinder im FFH- und Naturschutzgebiet
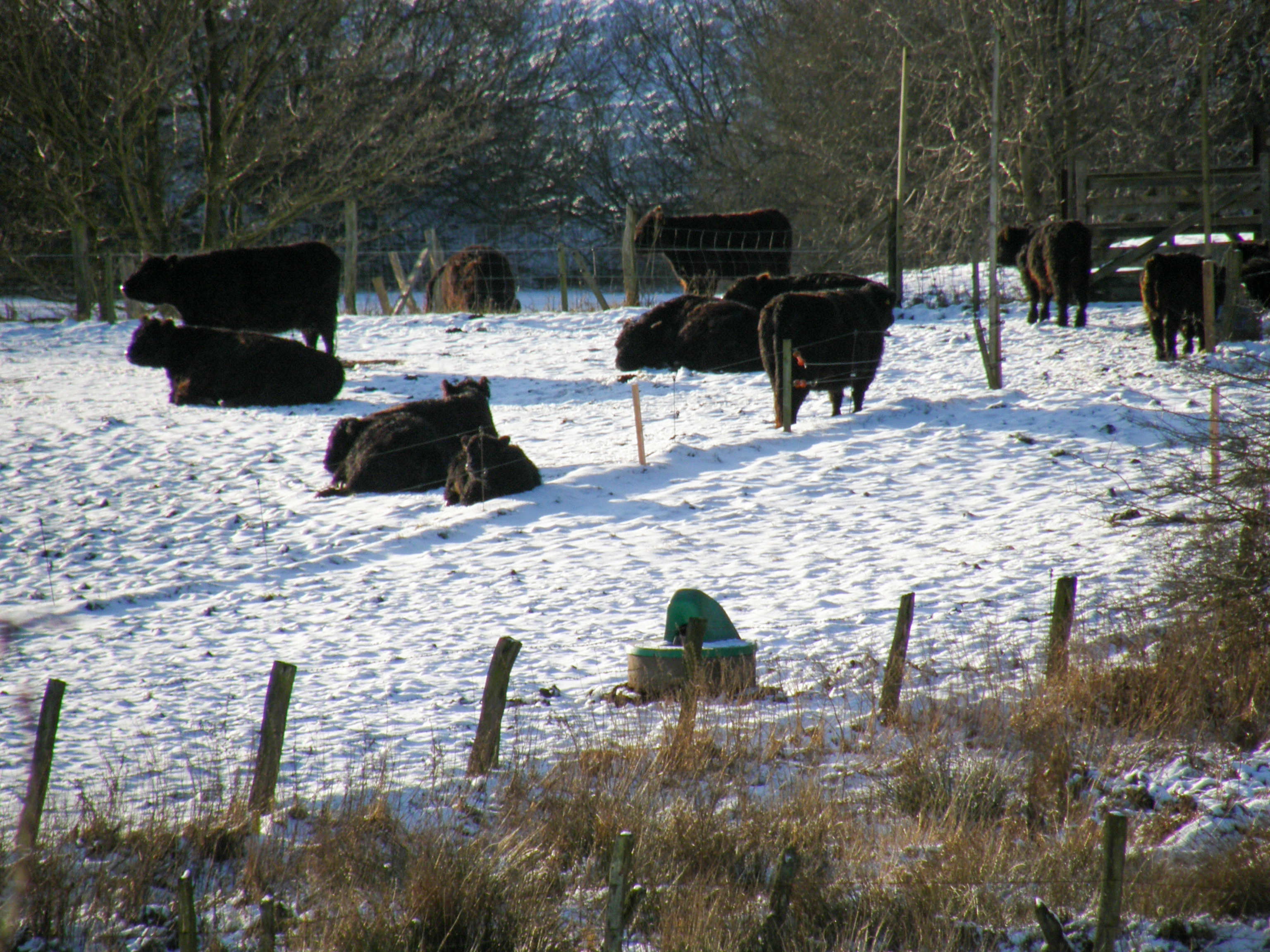
Bild 15: Robustrinder im FFH- und Naturschutzgebiet
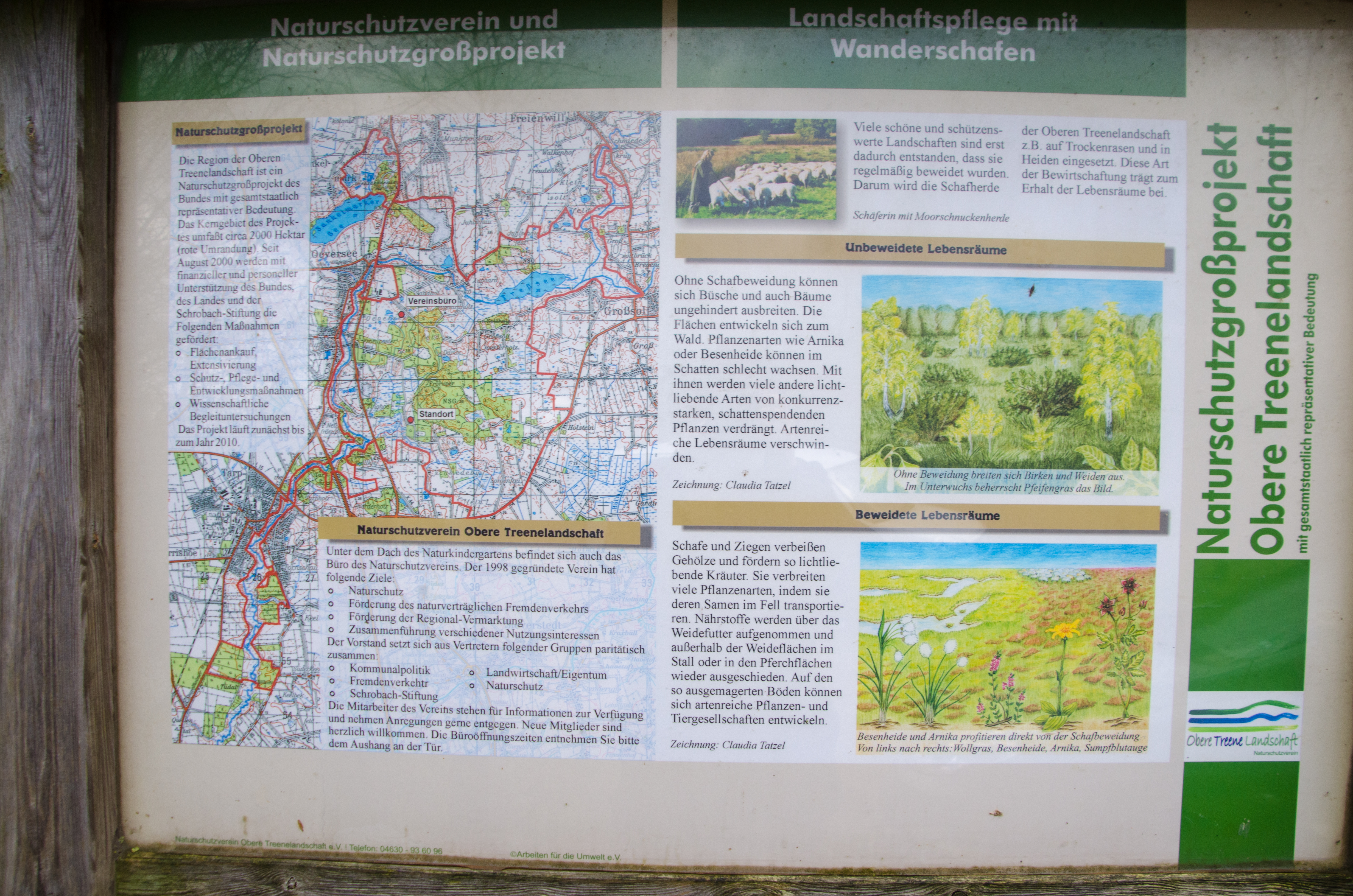
Bild 16: Beweidungsplan der Wanderschafherde im Naturschutzgebiet Obere Treenelandschaft
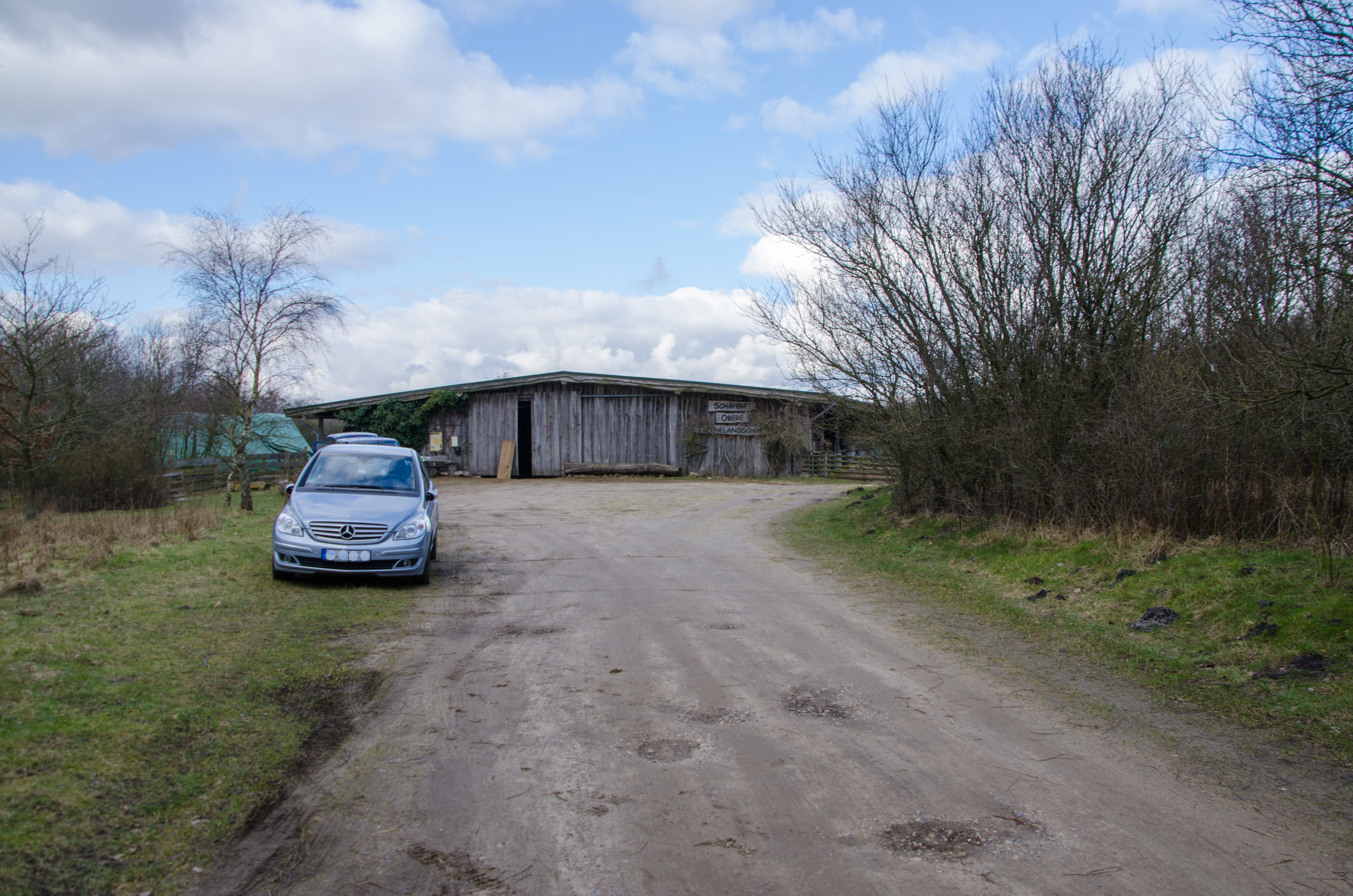
Bild 17: Schäferei Obere Treenelandschaft
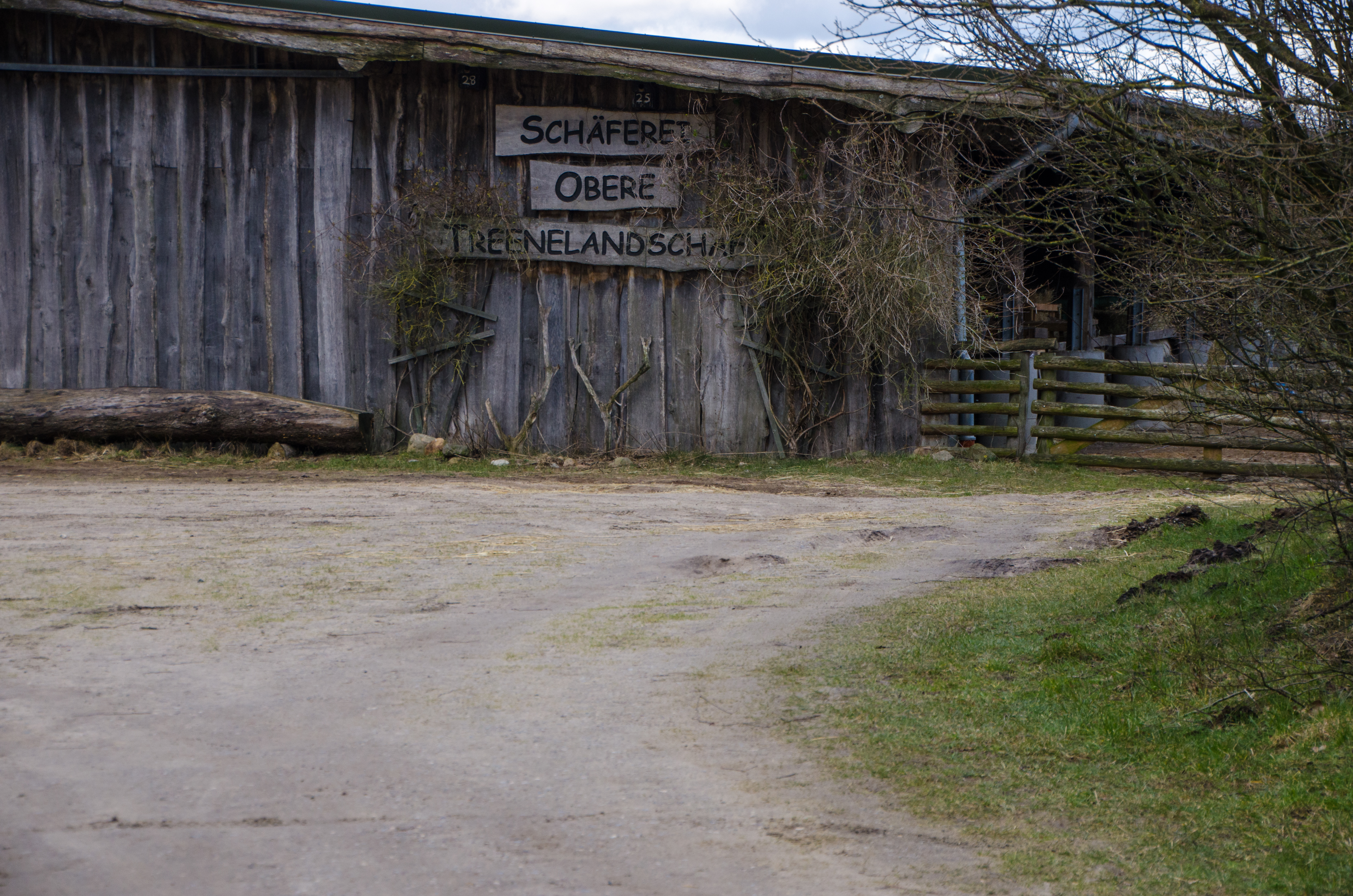
Bild 18: Schäferei Obere Treenelandschaft
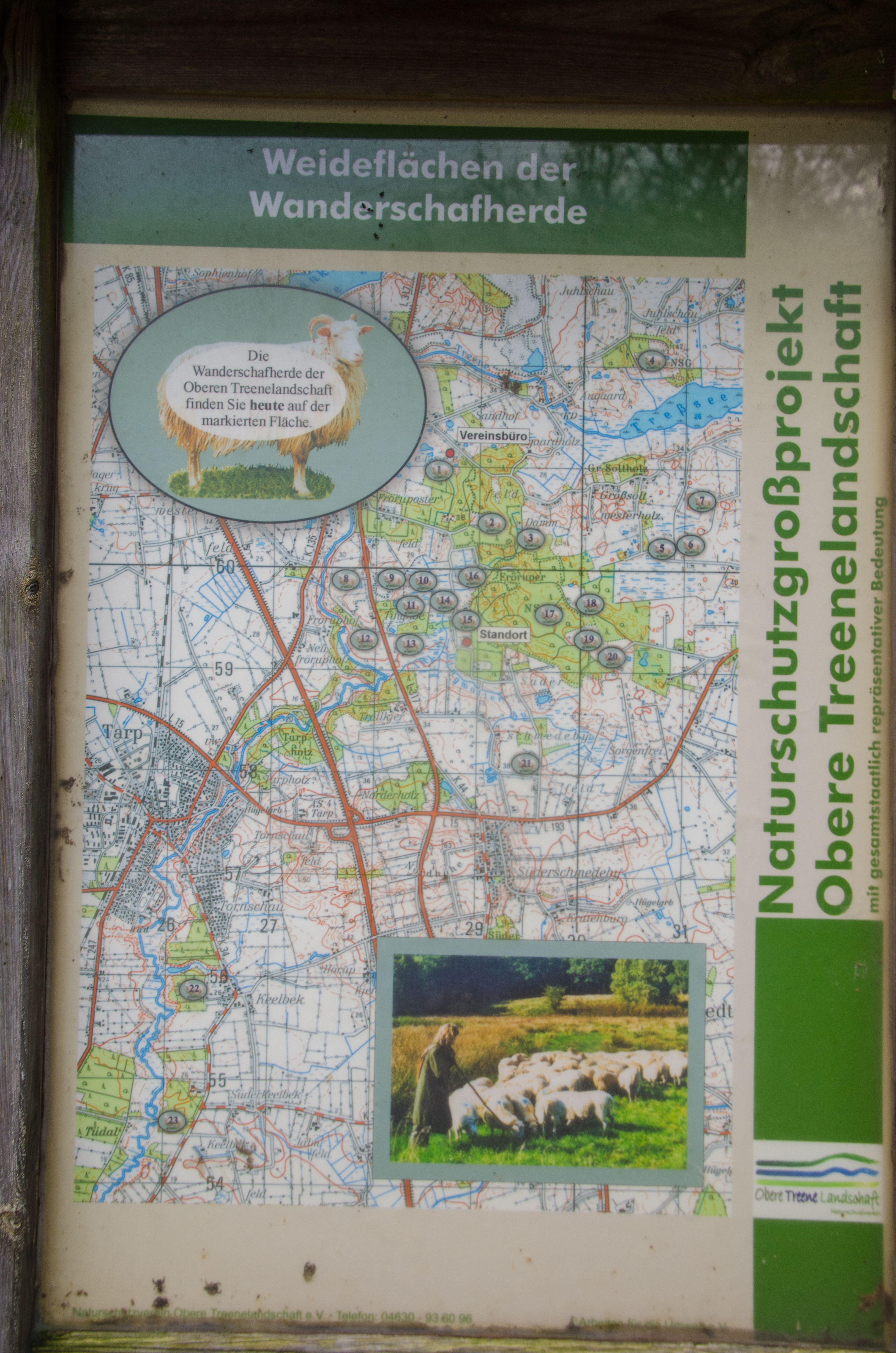
Bild 19: Beweidungsplan der Wanderschafherde der Schäfererei Obere Treenelandschaft
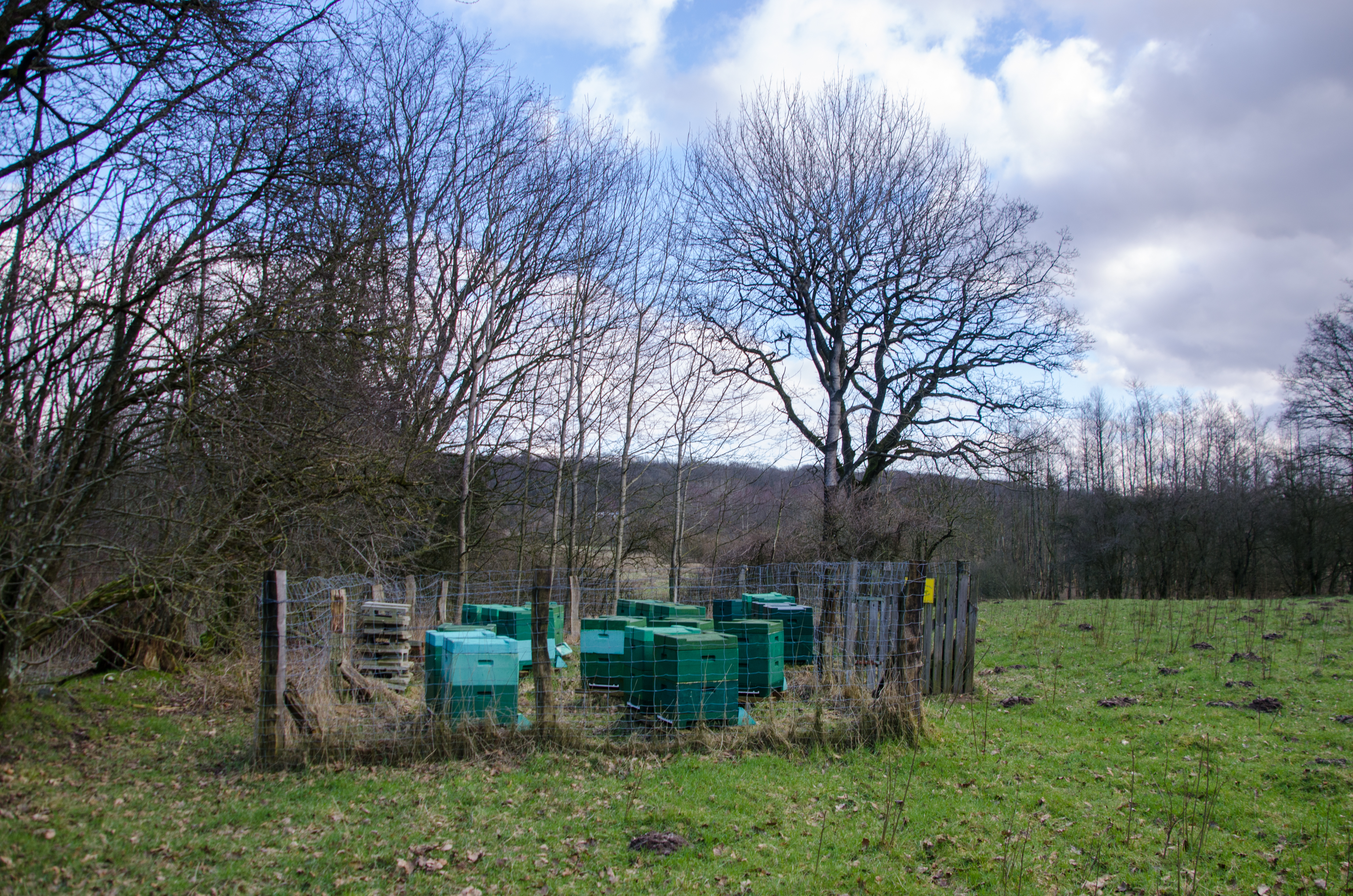
Bild 20; Bienenstöcke der Imkerei im FFH- und Naturschutzgebiet
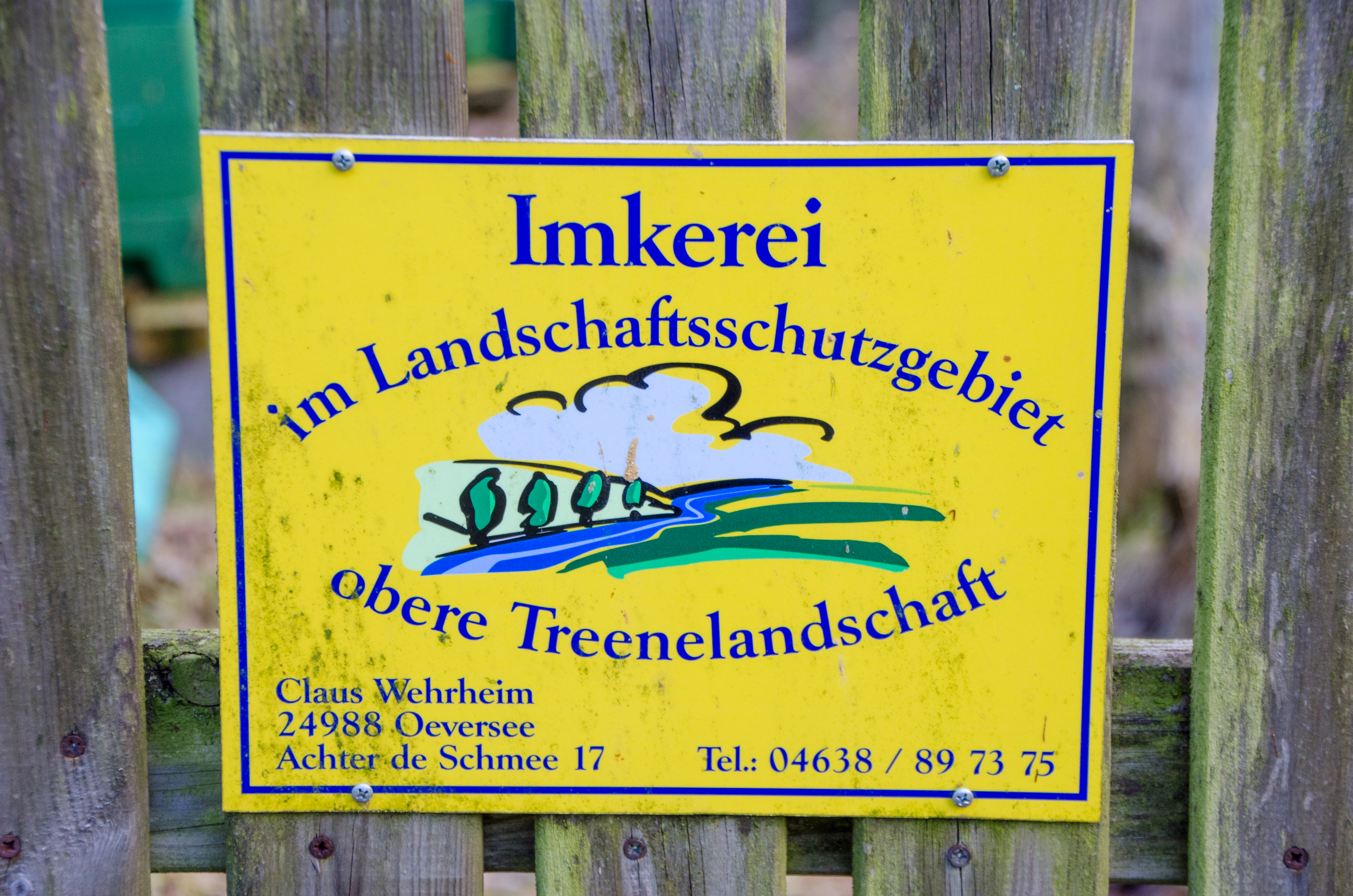
Bild 21: Imkerei im FFH- und Naturschutzgebiet

### Maßnahmenkatalog
Für die zehn Landschaftsräume wurden im Pflege- und Entwicklungsplan 409 Einzelmaßnahmen definiert.

### FFH-Erfolgskontrolle und Monitoring der Maßnahmen
Über die Art und Weise der Erfolgskontrolle und des Monitoring der Maßnahmen wird im Pflege- und Entwicklungsplan keinerlei Aussagen gemacht. Im Rahmen der Folgekartierung des Gebietes in den Jahren 2007–2012 wurde im Jahre 2009 ein Monitoringbericht von dem vom Ministerium beauftragten Unternehmen veröffentlicht. In den Erstkartierungen wurden lediglich 187,5 ha als FFH-Lebensraumtypenfläche kartiert. In der Folgekartierung 2009 vergrößerte sich diese Fläche auf 202 ha. Im aktuellen an die EU gemeldeten Standard-Datenbogen, Stand Mai 2017, sind es 203 ha. Im Rahmen der Folgekartierung 2009 wurden 53 Pflanzenarten der Roten Liste der gefährdeten Arten in Schleswig-Holstein gefunden.

## Managementplan FFH-Teilgebiet „Holmingfeld“

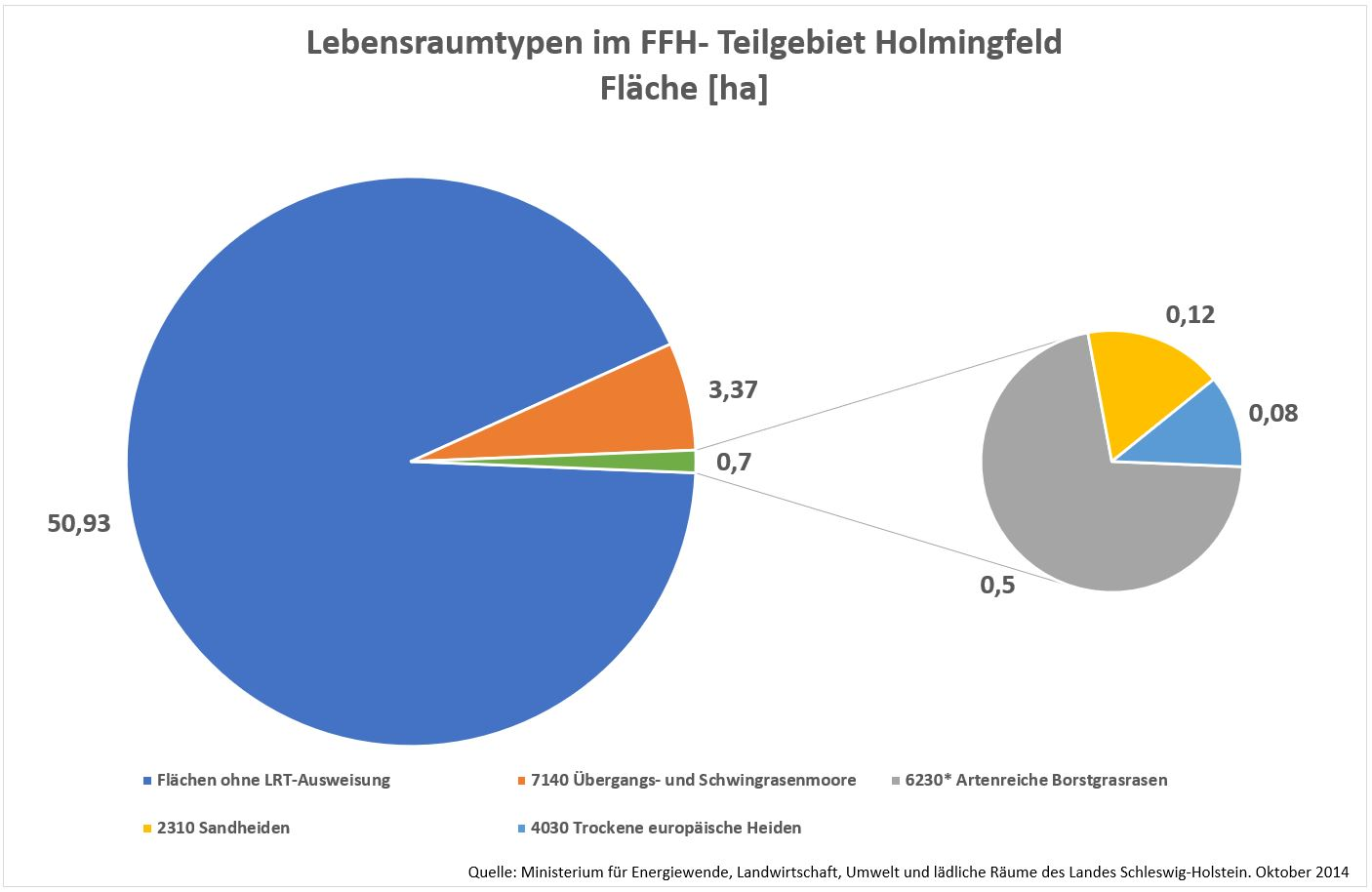
Grafik 2

Das FFH-Teilgebiet Holmingfeld war bis zur Zusammenlegung mit dem FFH-Gebiet Fröruper Berge ein eigenständiges FFH-Gebiet Holmingfeld mit der Gebietskennung 1323-381. Der Managementplan für dieses Teilgebiet wurde im Oktober 2004 erstellt. Das Teilgebiet hat eine Fläche von 55 ha und stellt damit knapp 6 % der Gesamtsgebietsfläche dar.

### FFH-Erhaltungsgegenstand
Nur 7,47 % der Teilgebietsfläche ist als FFH-Lebensraumtyp ausgewiesen. 59 % der Teilgebietsfläche sind mit Laubgehölzen plantagenartig aufgeforstete Ökokonto-Ausgleichsflächen eines einzelnen Eigentümers. Die Flächenanteile der als FFH-Erhaltungsgegenstand aufgenommenen FFH-Lebensraumtypen sind in Grafik 2 ersichtlich.
Als FFH-Art nach Anhang II und IV FFH-Richtlinie ist der Kammmolch als FFH-Erhaltungsgegenstand aufgenommen. Über dessen Populationsgröße gibt es keine Angaben. Daneben sind 4 gesetzlich geschützte Biotoptypen und 25 gefährdete Pflanzenarten der Roten Liste des Landes Schleswig-Holstein als FFH-Erhaltungsgegenstand bestimmt worden, darunter das vom Aussterben bedrohte Knöterich-Laichkraut, sowie die stark gefährdeten Arten Igel-Segge, Sumpf-Läusekraut, Teufelsabbiss, Sumpf-Dreizack und Kleiner Baldrian.

### FFH-Erhaltungsziele
Als Erhaltungs- und Wiederherstellungsziele sind aus den FFH-Erhaltungsgegenständen drei FFH-Lebensraumtypen von gemeinschaftlichem Interesse nach Anhang I FFH-Richtlinie bestimmt worden:
- 4030 Trockene Europäische Heiden
- 6230 Artenreiche montane Borstgrasrasen auf Silikatböden
- 7140 Übergangs- und Schwingrasenmoore

Als FFH-Art von gemeinschaftlichem Interesse nach Anhang II und IV FFH-Richtlinie ist der Kammmolch bestimmt worden.

### FFH-Analyse und Bewertung
Die FFH-Analyse und Bewertung dient dazu, Einflussgrößen auf die Erhaltungs- und Wiederherstellungsziele aufzuzeigen, um daraus Erhaltungs- und Entwicklungsmaßnahmen abzuleiten.

### FFH-Maßnahmenkatalog
Der Maßnahmenkatalog im Managementplan für das FFH-Teilgebiet Holmingfeld wurde durch eine Maßnahmenkarte ergänzt. Da die Flächen des Holmingfeldes sich fast ausschließlich im privaten Eigentum befinden, sind die Einflussmöglichkeiten, die über das Verschlechterungsverbot hinausgehen, gering. In der Maßnahmenkarte sind fast nur Maßnahmen auf Flächen im öffentlichen Eigentum beschrieben. In diesem Fall ist es die Fläche des Übergangsmoores im nördlichen Teil, das sich im Gemeindebesitz befindet und das Gebiet der Binnendüne, für das es eine Regelung auf Grundlage des Vertragsnaturschutzes zur Mahd bzw. Beweidung der Grünflächen gibt.

### FFH-Erfolgskontrolle und Monitoring der Maßnahmen
In Schleswig-Holstein findet in den Natura-2000-Gebieten alle sechs Jahre ein Monitoring statt. Mit Stand September 2020 ist das Übergangsmoor für den Besucher kaum zugänglich. Die vorgeschlagenen Maßnahmen des Plaggens sind nicht zu erkennen. Im gesamten Teilgebiet sind für den Besucher keinerlei Hinweise auf die Existenz des FFH-Gebietes zu finden. Außerhalb der Straßen gibt es für den Erholungssuchenden nur sehr wenige Zugänge in die Wald-, Moor-, Heide- und Binnendünenflächen. Ausgewiesene Wanderwege fehlen vollständig.

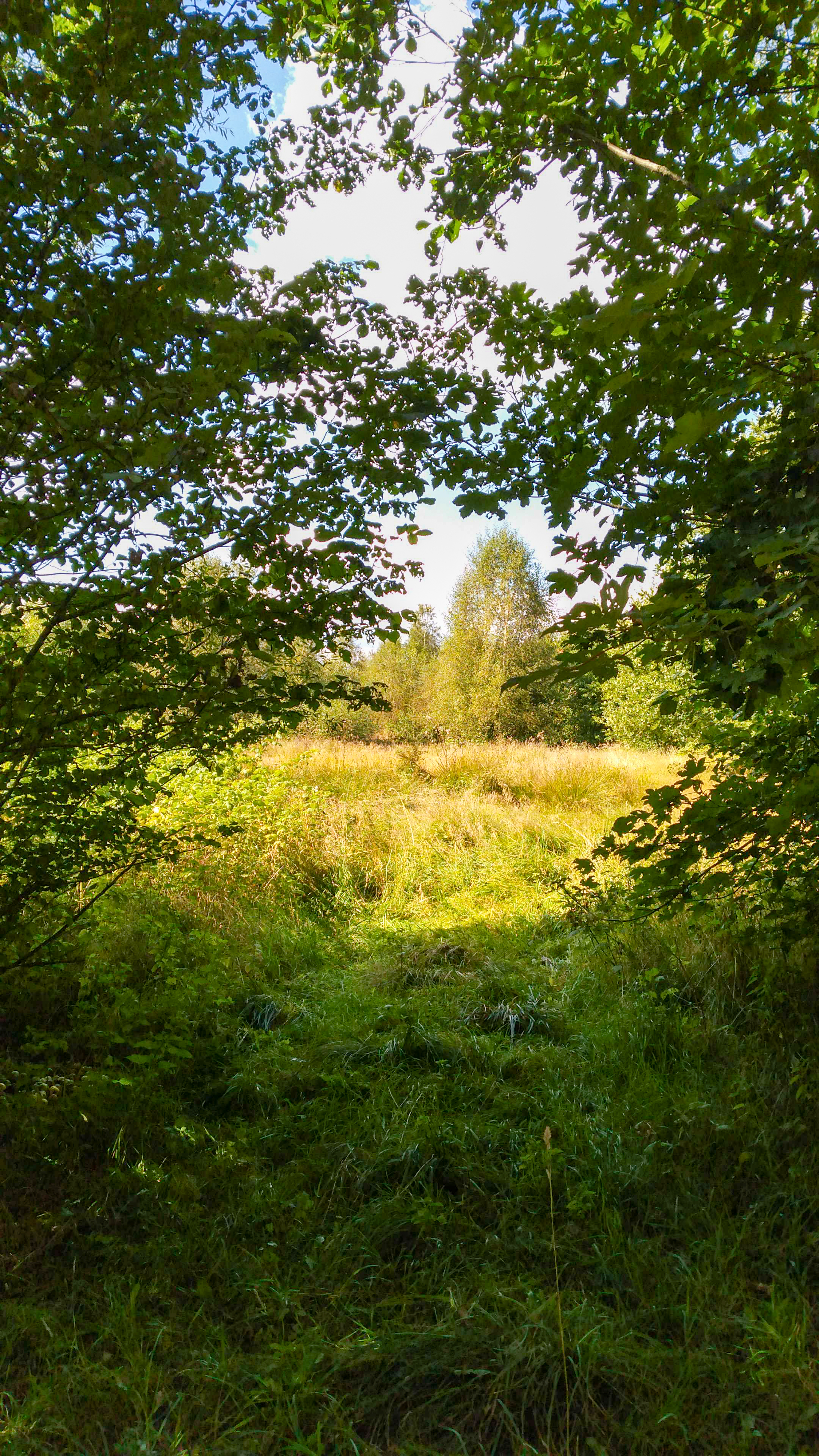
Bild 22: Zugang zum Übergangsmoor nordöstlich der Straße Heideberg
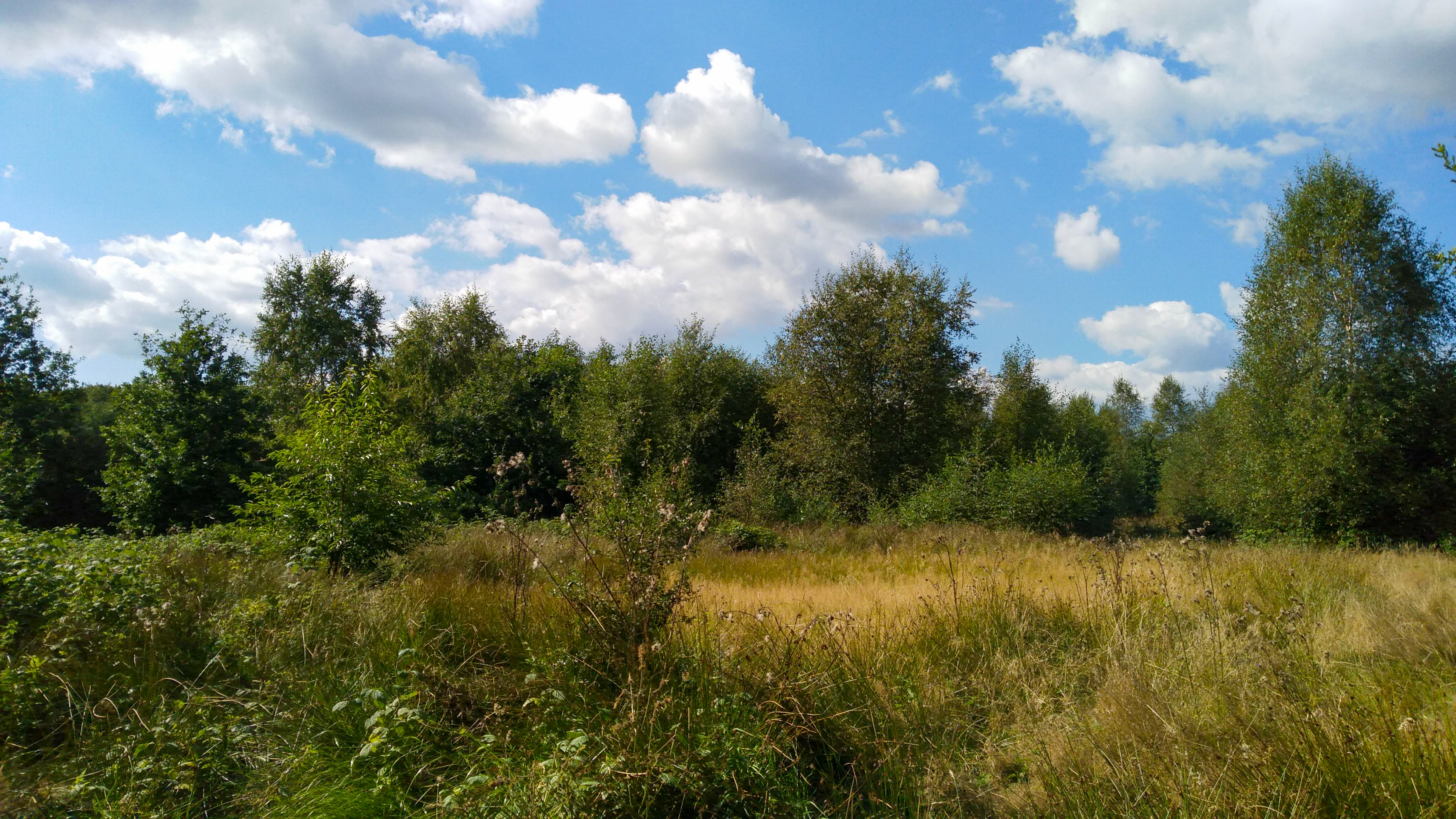
Bild 23: Verbuschte Übergangsmoorfläche an der Straße Heideberg
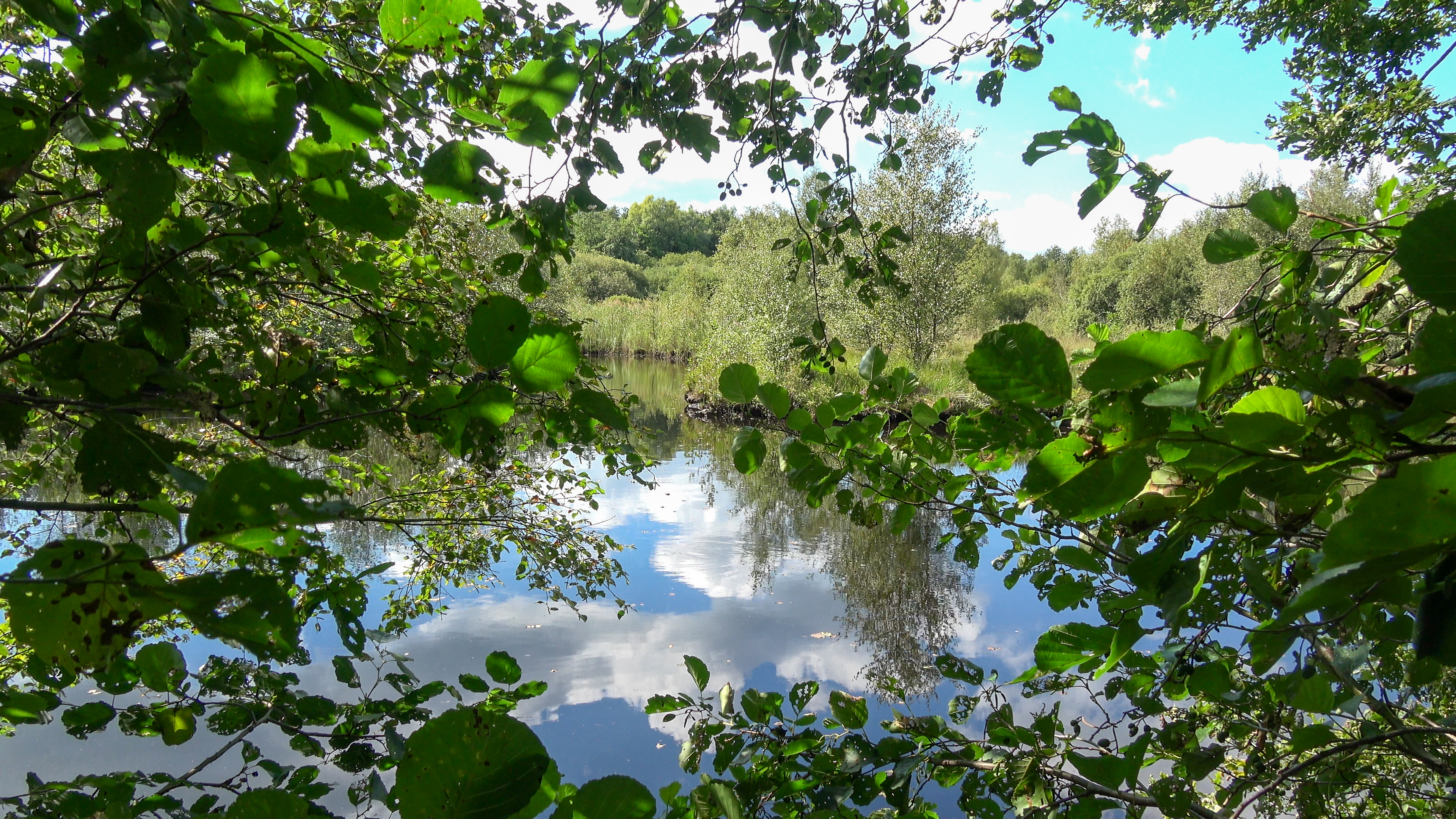
Bild 24: Moorsee im Übergangsmoor im Teilgebiet Holmingfeld nordwestlich der Straße Heideberg
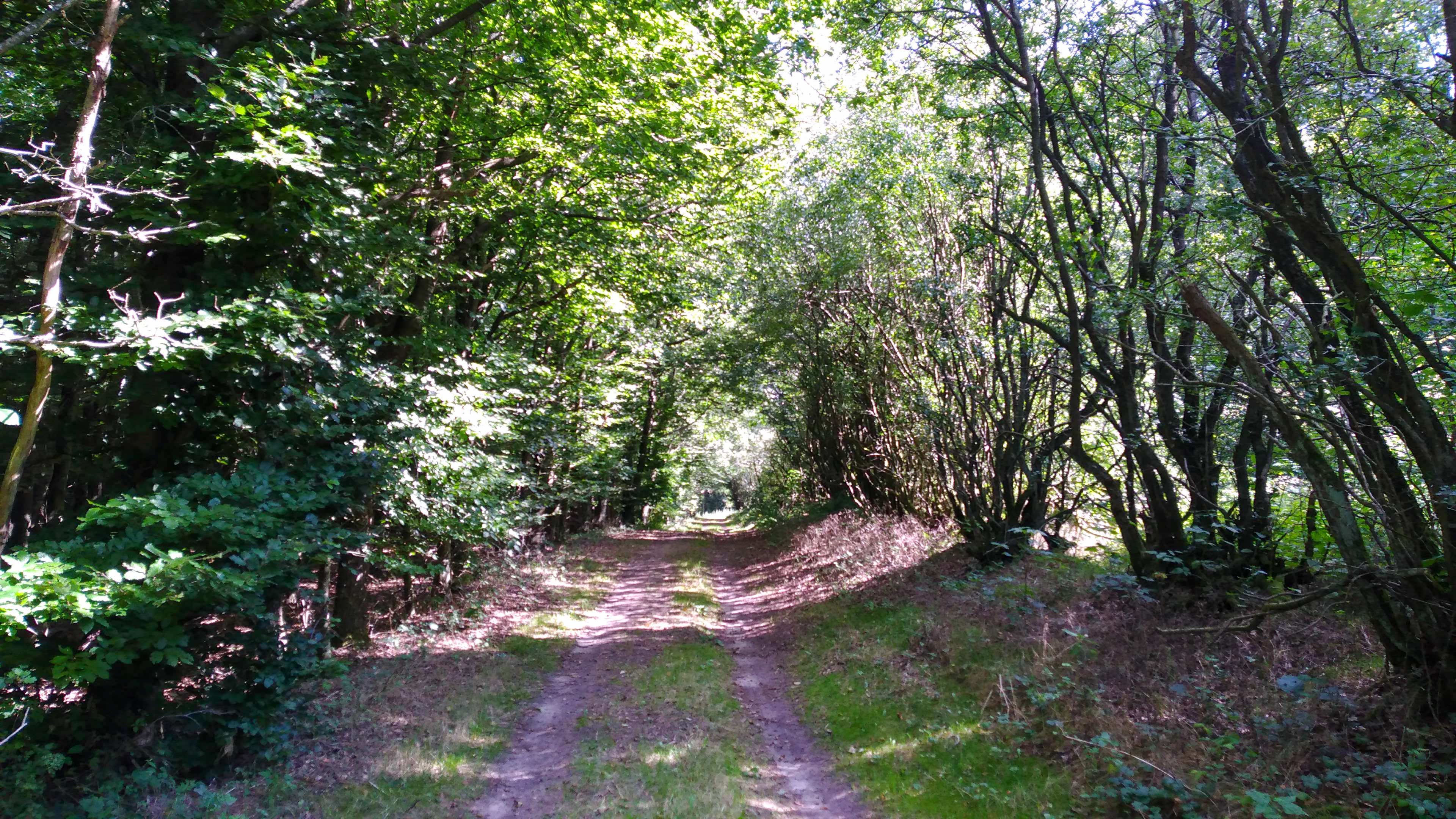
Bild 25: Waldweg von der Straße Heideberg nach Südost
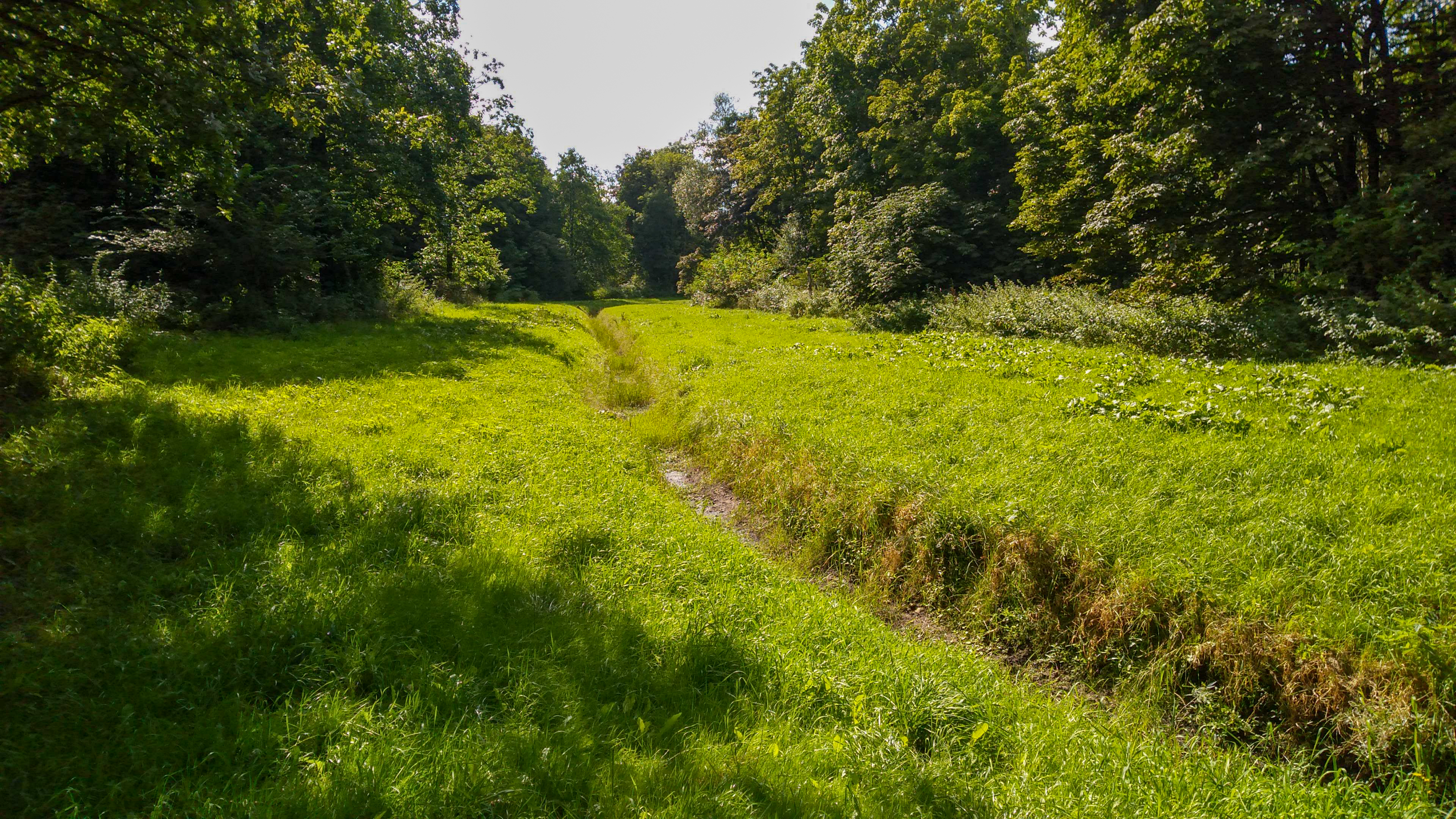
Bild 26: Lichtung am Ende des Waldweges von der Straße Heideberg